# Haile Selassie
Haile Selassie I ou Hailé Selassié (em 
ge'ez: ቀዳማዊ ኀይለ ሥላሴ, romanizado: Qädamawi Ḫäylä Śəllase, lit. 'Poder da Trindade; nascido Tafari Makonnen; Ejersa Goro, 23 de julho de 1892 – Adis Abeba, 27 de agosto de 1975) foi Imperador da Etiópia de 1930 a 1974. Ele subiu ao poder como Regente Plenipotenciário da Etiópia (Enderase) da Imperatriz Zauditu de 1916 a 1930. Haile Selassie é amplamente considerado uma figura definidora da história moderna da Etiópia, e a figura principal do Rastafári, um movimento religioso na Jamaica que surgiu logo após ele se tornar imperador na década de 1930. Antes de subir ao poder, ele derrotou Ras Gugsa Welle Bitul (sobrinho da Imperatriz Taitu Bitul) de Begemder na Batalha de Anchem em 1928. Ele era membro da Dinastia Salomônica, que afirma traçar sua linhagem até o imperador Menelique I, uma figura lendária que os pretendentes acreditam ser filho do rei Salomão e da Rainha de Sabá, a quem eles chamam de Makeda.
Haile Selassie tentou modernizar o país através de uma série de reformas políticas e sociais, incluindo a introdução da constituição de 1931, a sua primeira constituição escrita, e a abolição da escravatura. Ele liderou os esforços fracassados para defender a Etiópia durante a Segunda Guerra Ítalo-Etíope e passou a maior parte do período de ocupação italiana exilado no Reino Unido. Em 1940, viajou para o Sudão Anglo-Egípcio para ajudar na coordenação da luta antifascista na Etiópia e regressou ao seu país natal em 1941, após a campanha da África Oriental. Ele dissolveu a Federação da Etiópia e da Eritreia, que foi criada pela Assembleia Geral das Nações Unidas (ONU) em 1950, e anexou a Eritreia à Etiópia como uma das suas províncias, enquanto lutava para evitar a secessão.
As opiniões internacionalistas de Haile Selassie levaram a Etiópia a tornar-se membro fundador das Nações Unidas. Em 1963, presidiu a formação da Organização da Unidade Africana, a precursora da União Africana, e serviu como seu primeiro presidente. O verdadeiro papel e as reais intenções de Haile Selassie na Organização da Unidade Africana têm sido objecto de controvérsia; afirma-se que ele pode ter trabalhado para sabotar a OUA a partir de dentro, em benefício dos seus aliados capitalistas ocidentais, numa "tentativa de flanquear o 'socialismo africano', agindo como um polo pró-americano na política continental". No início da década de 1960, líderes africanos como Kwame Nkrumah, Sékou Touré e Ahmed Ben Bella imaginaram um "Estados Unidos da África" organizado segundo linhas socialistas. A retórica desta facção era antiocidental, e Haile Selassie viu isso como uma ameaça à aliança que ele tão previsivelmente construiu. Portanto, ele assumiu a responsabilidade de tentar influenciar uma postura mais moderada dentro do grupo.
Em 1974, após a revolta popular de estudantes, camponeses, moradores urbanos, comerciantes, activistas políticos, grupos religiosos e étnicos marginalizados e o público em geral, foi deposto num golpe militar por uma junta marxista-leninista, o Derg. Em 27 de agosto de 1975, Haile Selassie foi assassinado por oficiais militares do Derg, fato que só foi revelado em 1994.
Entre os devotos do movimento Rastafári, Haile Selassie é cultuado como o messias retornado da Bíblia, Deus encarnado. Apesar desta distinção, ele era cristão e aderiu aos princípios e à liturgia da Igreja Ortodoxa Etíope. Ele foi criticado por alguns historiadores por sua supressão de rebeliões entre a aristocracia fundiária (a mesafint), que se opôs consistentemente às suas mudanças. Alguns críticos também criticaram o fracasso da Etiópia em se modernizar com rapidez suficiente. Durante o seu governo o povo Harari foi perseguido e muitos deixaram a região de Harari A sua administração também foi criticada por grupos de direitos humanos, como a Human Rights Watch, como autocrática e antiliberal. Embora algumas fontes afirmem que no final de sua administração a língua Oromo foi proibida na educação, falar em público e ser usada na administração, nunca houve uma lei oficial ou política governamental que criminalizasse qualquer língua. O governo Haile Selassie transferiu vários Amharas para o sul da Etiópia, onde serviram na administração governamental, nos tribunais e na igreja. Após a morte de Hachalu Hundessa em junho de 2020, o busto de Haile Selassie no Parque Cannizaro, em Londres, foi destruído por manifestantes Oromo, e um monumento equestre representando o pai do imperador, Makonnen Wolde Mikael, em Harar foi removido.

## Nome
Haile Selassie era conhecido quando criança como Lij Tafari Makonnen (em ge'ez: ልጅ ተፈሪ መኮንን, romanizado: Ləj Täfäri Mäkonnən). Lij é traduzido como “criança” e serve para indicar que um jovem tem sangue nobre. Seu nome de batismo, Tafari, significa “aquele que é respeitado ou temido”. Como a maioria dos etíopes, o seu nome pessoal "Tafari" é seguido pelo do seu pai Makonnen e pelo do seu avô Woldemikael. Seu nome Haile Selassie foi dado a ele em seu batismo infantil e adotado novamente como parte de seu nome de reinado em 1930.
Em 1º de novembro de 1905, aos 13 anos, Tafari foi nomeado por seu pai como Dejazmatch de Gara Mulatta (uma região a cerca de trinta quilômetros a sudoeste de Harar). A tradução literal de Dejazmatch é “guardião da porta”; é um título de nobreza equivalente a um conde. Em 27 de setembro de 1916, ele foi proclamado Príncipe Herdeiro e herdeiro aparente do trono (Alga Worrach), e nomeado Regente Plenipotenciário (Balemulu Silt'an Enderase).   Em 11 de fevereiro de 1917, ele foi coroado Le'ul-Ras e ficou conhecido como Ras Tafari Makonnen. Ras é traduzido como "cabeça" e é uma posição de nobreza equivalente a um duque, embora seja frequentemente traduzido na tradução como "príncipe". Originalmente, o título Le'ul, que significa "Vossa Alteza", só era usado como forma de tratamento; entretanto, em 1917 o título Le'ul-Ras substituiu o cargo sênior de Ras Bitwoded e assim tornou-se o equivalente a um duque real. Em 1928, a Imperatriz Zauditu planejou conceder-lhe o trono de Shewa; no entanto, no último momento, a oposição de certos governantes provinciais causou uma mudança e o seu título Negus ou "Rei" foi conferido sem qualificação ou definição geográfica.
Para os etíopes, Haile Selassie é conhecido por muitos nomes, incluindo Janhoy ("Sua Majestade") Talaqu Meri ("Grande Líder") e Abba Tekel ("Pai de Tekel", nome de seu cavalo). O movimento Rastafári emprega muitas dessas denominações, referindo-se também a ele como Jah, Jah Jah, Jah Rastafári e SMI (a abreviatura de "Sua Majestade Imperial").

## Biografia

### Infância
A linhagem real de Tafari (através de sua avó paterna) descendia do rei salomônico Shewan Amhara, Sahle Selassie. Nasceu em 23 de julho de 1892, na aldeia de Ejersa Goro, na província de Hararghe, na Etiópia. A mãe de Tafari, Woizero ("Senhora") Yeshimebet Ali Abba Jifar, era paternalmente descendente de Oromo e maternamente de herança Silte, enquanto seu pai, Ras Makonnen Wolde Mikael, era maternamente descendente de Amhara, mas sua linhagem paterna permanece contestada. O avô paterno de Tafari pertencia a uma família nobre de Shewa e era governador dos distritos de Menz e Doba, localizados em Semien Shewa. A mãe de Tafari era filha de um chefe governante de Were Ilu, na província de Wollo, Dejazmach Ali Abba Jifar.  Ras Makonnen era neto do rei Sahle Selassie, que já foi governante de Shewa. Serviu como general na Primeira Guerra Ítalo-Etíope, desempenhando um papel fundamental na Batalha de Adwa;  Haile Selassie foi assim capaz de ascender ao trono imperial através de sua avó paterna, Woizero Tenagnework Sahle Selassie, que era tia do imperador Menelique II e filha do rei salomônico Amhara de Shewa, Negus Sahle Selassie. Como tal, Haile Selassie alegou descendência direta de Makeda, a Rainha de Sabá, e do Rei Salomão do antigo Israel.
Ras Makonnen providenciou para que Tafari e seu primo, Imru Haile Selassie, recebessem instrução em Harar de Abba Samuel Wolde Kahin, um frade capuchinho etíope, e do Dr. Vitalien, um cirurgião de Guadalupe. Tafari foi nomeado Dejazmach (literalmente "comandante do portão", aproximadamente equivalente a "conde") aos 13 anos de idade, em 1 de novembro de 1905. Pouco tempo depois, seu pai Makonnen morreu em Kulibi, em 1906. 

### Governança

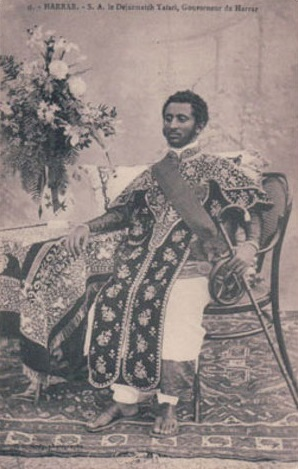
Dejazmatch Tafari, como governador de Harar

Tafari assumiu o governo titular de Selale em 1906, um reino de importância marginal, mas que lhe permitiu continuar seus estudos.  Em 1907, foi nomeado governador de parte da província de Sidamo. Alega-se que no final da adolescência Haile Selassie foi casado com Woizero Altayech, e dessa união nasceu sua filha, a princesa Romanework.
Após a morte de seu irmão Yelma em 1907, o governo de Harar ficou vago, e sua administração foi deixada para o leal general de Menelik, Dejazmach Balcha Safo. A administração de Harar por Balcha Safo foi ineficaz e, portanto, durante a última doença de Menelique II e o breve reinado da Imperatriz Taytu Betul, Tafari foi nomeado governador de Harar em 1910 ou 1911.

### Casamento

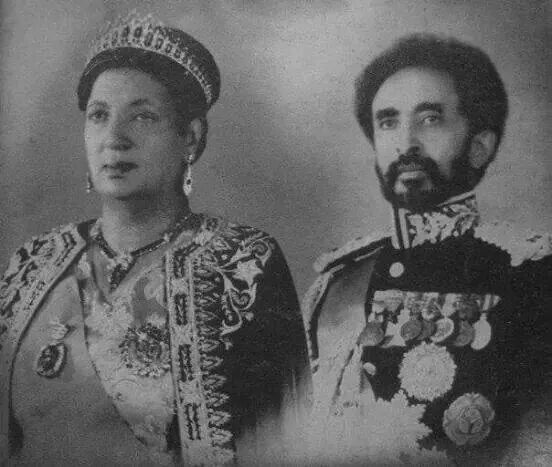
Selassie com sua esposa, a Imperatriz Menen Asfaw, 1955

Em 3 de agosto de 1911, Tafari casou-se com Menen Asfaw de Ambassel, sobrinha do herdeiro do trono Lij Iyasu. Menen Asfaw tinha 22 anos, enquanto Tafari tinha 19 anos. Menen já havia se casado com dois nobres anteriores, enquanto Tafari tinha uma esposa anterior e um filho. O casamento entre Menen Asfaw e Haile Selassie durou 50 anos. Embora possivelmente se tratasse de um casamento político destinado a criar a paz entre os nobres etíopes, a família do casal disse que se casaram com consentimento mútuo. Selassie descreveu sua esposa como uma “mulher sem qualquer maldade”.

### Regência
A medida em que Tafari Makonnen contribuiu para o movimento que viria a depor Lij Iyasu foi amplamente discutida, particularmente no relato detalhado do próprio Haile Selassie sobre o assunto. Iyasu foi o imperador designado, mas sem coroa, da Etiópia de 1913 a 1916. A reputação de Iyasu por comportamento escandaloso e atitude desrespeitosa para com os nobres da corte de seu avô, Menelique II, prejudicou sua reputação. O flerte de Iyasu com o Islã foi considerado uma traição entre a liderança cristã ortodoxa etíope do império. Em 27 de setembro de 1916, Iyasu foi deposto.

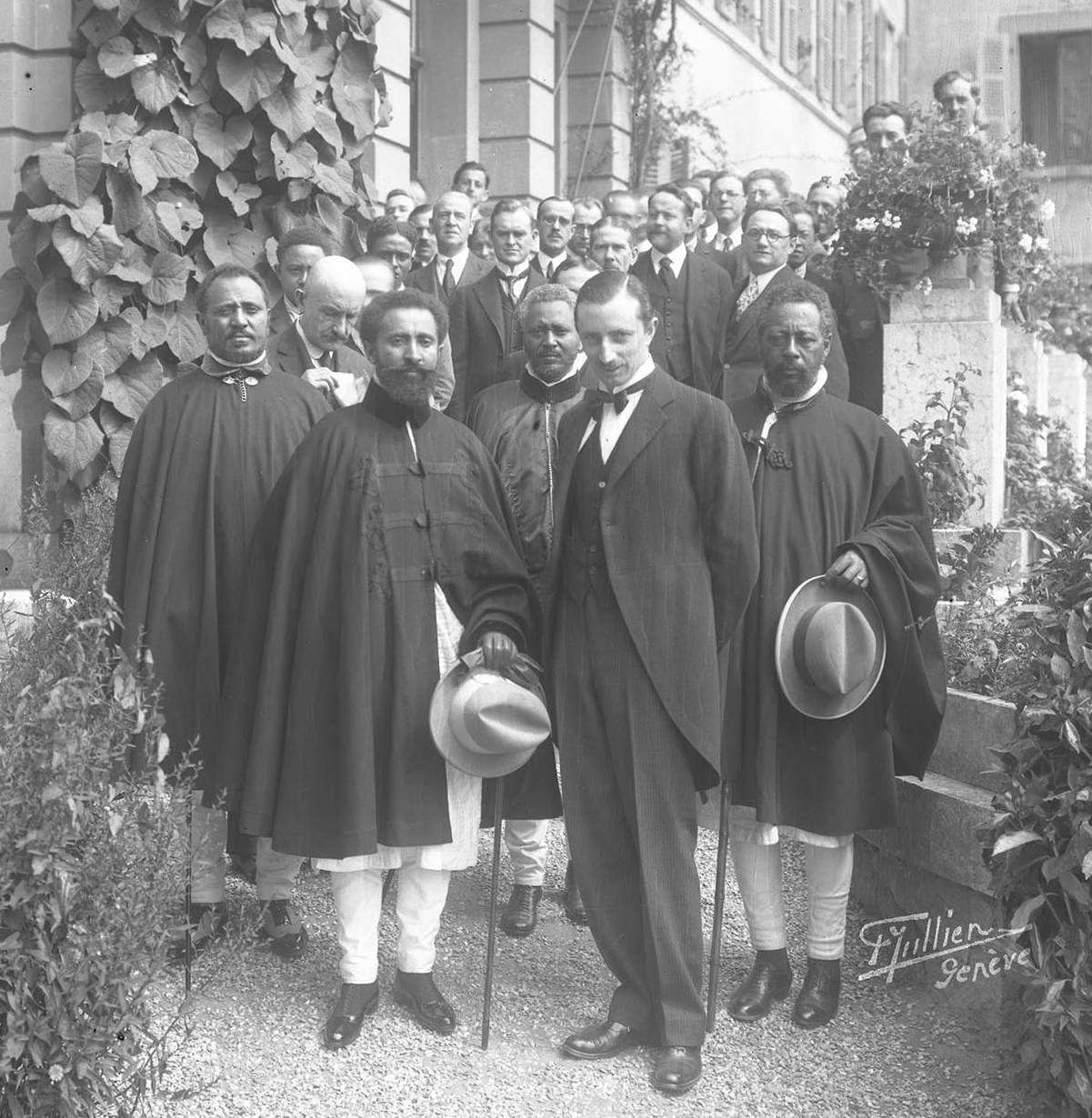
Ras Tafari em 1924 na Organização Internacional do Trabalho

Contribuindo para o movimento que depôs Iyasu estavam conservadores como Fitawrari Habte Giyorgis, o antigo Ministro da Guerra de Menelique II. O movimento para depor Iyasu preferiu Tafari, pois atraiu o apoio de facções progressistas e conservadoras. No final das contas, Iyasu foi deposto com base na conversão ao Islã. Em seu lugar, a filha de Menelique II (a tia de Iyasu) foi nomeada Imperatriz Zauditu, enquanto Tafari foi elevado ao posto de Ras e tornou-se herdeiro aparente e príncipe herdeiro. No arranjo de poder que se seguiu, Tafari aceitou o papel de Regente Plenipotenciário (Balemulu 'Inderase) e tornou-se o governante de facto do Império Etíope (Mangista Ityop'p'ya). Zauditu governaria enquanto Tafari administraria.
Embora Iyasu tenha sido deposto em 27 de setembro de 1916, em 8 de outubro ele conseguiu escapar para o deserto de Ogaden e seu pai, Negus Mikael de Wollo, teve tempo de vir em seu auxílio.  Em 27 de outubro, Negus Mikael e seu exército encontraram um exército comandado por Fitawrari Habte Giyorgis leal a Zewditu e Tafari. Durante a Batalha de Segale, Mikael foi derrotado e capturado. Qualquer chance de Iyasu recuperar o trono acabou e ele se escondeu. Em 11 de janeiro de 1921, após evitar a captura por cerca de cinco anos, Iyasu foi levado sob custódia por Gugsa Araya Selassie.
Em 11 de fevereiro de 1917, ocorreu a coroação de Zauditu. Ela prometeu governar com justiça através de seu regente, Tafari. Embora Tafari fosse o mais visível dos dois, Zauditu não era simplesmente governante honorário, mas ela tinha algumas restrições políticas devido ao motivo pelo qual sua posição era complexa em comparação com outros monarcas etíopes, uma delas era que exigia que ela arbitrasse as reivindicações dos concorrentes. facções. Em outras palavras, ela deu a última palavra. Mas, ao contrário de outros monarcas, Tafari carregava o fardo da administração diária, mas, inicialmente porque a sua posição era relativamente fraca, isto era muitas vezes um exercício de futilidade. O seu exército pessoal estava mal equipado, as suas finanças eram limitadas e ele tinha pouca influência para resistir à influência combinada da Imperatriz, do Ministro da Guerra ou dos governadores provinciais. No entanto, a sua autoridade enfraqueceu enquanto o poder de Tafari aumentava, ela concentrou-se na oração e no jejum e muito menos nos seus deveres oficiais, o que permitiu a Tafari ter mais tarde uma influência maior do que a Imperatriz.
Durante a sua regência, o novo príncipe herdeiro desenvolveu a política de modernização cautelosa iniciada por Menelique II. Além disso, durante esse período, ele sobreviveu à pandemia de gripe de 1918, tendo contraído a doença como alguém bastante "propenso" aos efeitos da doença ao longo de sua vida. Ele garantiu a admissão da Etiópia na Liga das Nações em 1923, prometendo erradicar a escravidão; cada imperador desde Teodoro II emitiu proclamações para acabar com a escravidão, mas sem efeito: a prática internacionalmente desprezada persistiu até o reinado de Haile Selassie com cerca de 2 milhões de escravos na Etiópia no início da década de 1930.

#### Viagens

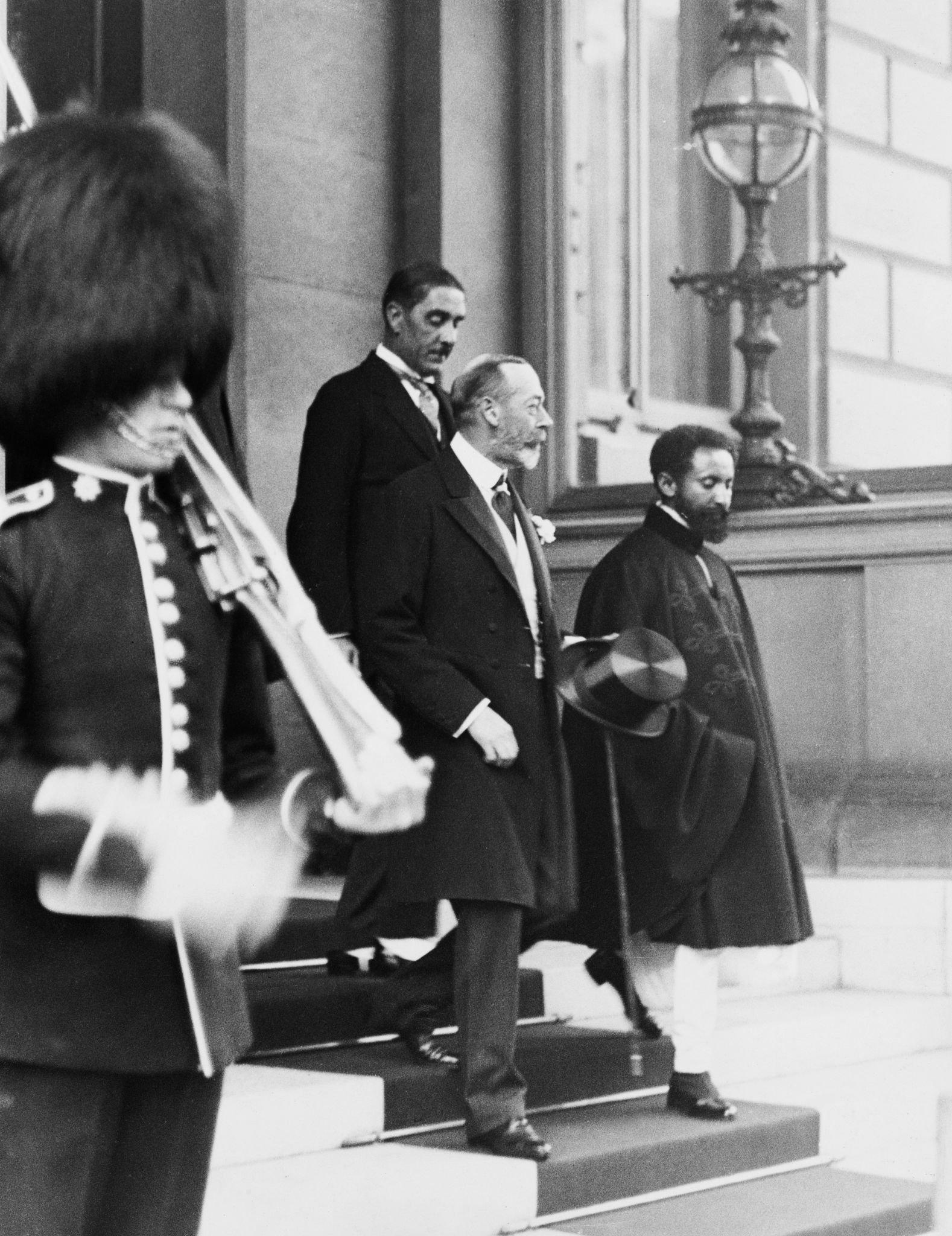
Com rei Jorge V no Palácio de Buckingham, 1924

Em 1924, Ras Tafari percorreu a Europa e o Médio Oriente visitando Jerusalém, Alexandria, Paris, Luxemburgo, Bruxelas, Amesterdão, Estocolmo, Londres, Genebra, Gibraltar e Atenas. Com ele em sua viagem estava um grupo que incluía Ras Seyum Mangasha, da província ocidental de Tigray; Ras Hailu Tekle Haymanot da província de Gojjam; Ras Mulugeta Yeggazu da província de Illubabor; Ras Makonnen Endelkachew; e Blattengeta Heruy Welde Selassie. O objetivo principal da viagem à Europa era que a Etiópia tivesse acesso ao mar. Em Paris, Tafari descobriria junto ao Ministério das Relações Exteriores da França (Quai d'Orsay) que esse objetivo não seria alcançado.  No entanto, na falta disso, ele e sua comitiva inspecionaram escolas, hospitais, fábricas e igrejas. Embora tenha modelado muitas reformas segundo os modelos europeus, Tafari manteve-se cauteloso relativamente à pressão europeia. Para se proteger contra o imperialismo económico, Tafari exigia que todas as empresas tivessem pelo menos propriedade local parcial. Sobre a sua campanha de modernização, observou: "Precisamos do progresso europeu apenas porque estamos rodeados dele. Isso é ao mesmo tempo um benefício e um infortúnio".
Ao longo das viagens de Tafari pela Europa, Levante e Egito, ele e sua comitiva foram recebidos com entusiasmo e fascínio. Seyum Mangasha acompanhou-o e a Hailu Tekle Haymanot que, tal como Tafari, eram filhos de generais que contribuíram para a guerra vitoriosa contra a Itália um quarto de século antes na Batalha de Adwa. Outro membro de sua comitiva, Mulugeta Yeggazu, lutou em Adwa quando jovem. A "dignidade oriental" dos etíopes e seu "rico e pitoresco traje de corte" foram sensacionalistas na mídia; entre sua comitiva ele até incluiu um bando de leões, que distribuiu como presentes ao presidente Alexandre Millerand e ao primeiro-ministro Raymond Poincaré da França, ao rei Jorge V do Reino Unido, e ao Jardim Zoológico (Jardin Zoologique) de Paris, França. Como observou um historiador: “Raramente um passeio pode inspirar tantas anedotas”. Em troca de dois leões, o Reino Unido presenteou Tafari com a coroa imperial do Imperador Teodoro II pelo seu retorno seguro à Imperatriz Zewditu. A coroa havia sido tomada pelo General Sir Robert Napier durante a Expedição de 1868 à Abissínia.
Neste período, o príncipe herdeiro visitou o mosteiro arménio de Jerusalém. Lá, ele adotou 40 órfãos armênios (አርባ ልጆች Arba Lijoch, "quarenta crianças"), que haviam perdido os pais durante o Genocídio Armênio. Tafari providenciou a educação musical dos jovens, e eles formaram a banda imperial.

### Rei e Imperador

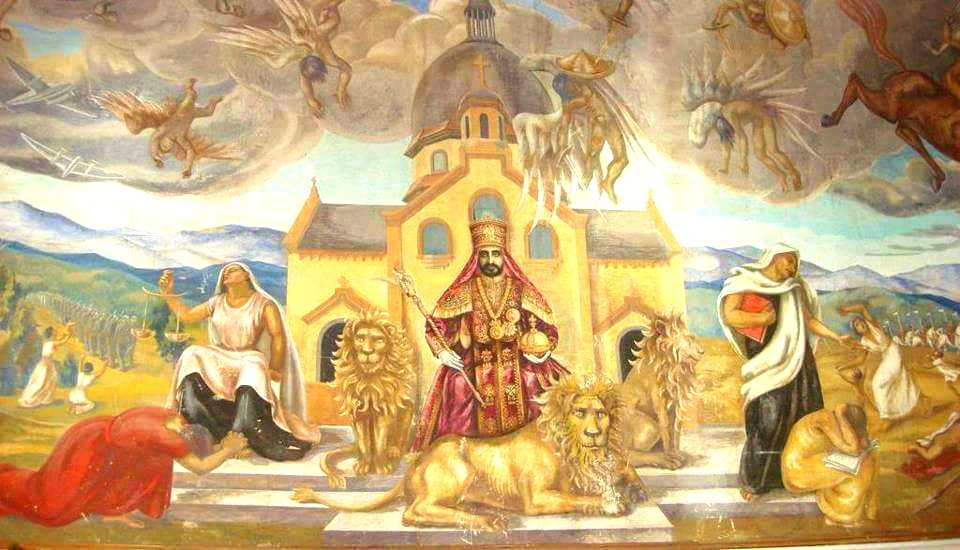
Pintura oficial da coroação de Beatrice Playne c. década de 1950

A autoridade de Tafari foi desafiada em 1928, quando Dejazmach Balcha Safo foi para Adis Abeba com uma força armada considerável. Quando Tafari consolidou o seu domínio sobre as províncias, muitos dos nomeados por Menelik recusaram-se a cumprir os novos regulamentos. Balcha Safo, o governador (Shum) da província de Sidamo, rica em café, era particularmente problemático. As receitas que remeteu ao governo central não reflectiram os lucros acumulados e Tafari chamou-o de volta a Adis Abeba. O velho veio com grande ressentimento e, de forma insultuosa, com um grande exército. O Dejazmatch prestou homenagem à Imperatriz Zewditu, mas esnobou Tafari. Em 18 de fevereiro, enquanto Balcha Safo e seu guarda-costas pessoal estavam em Adis Abeba, Tafari fez com que Ras Kassa Haile Darge subornasse o exército de Balcha Safo e providenciou para que ele fosse substituído como Shum da província de Sidamo  por Birru Wolde Gabriel - que foi substituído por Desta Damtew.
Mesmo assim, o gesto de Balcha Safo fortaleceu politicamente a Imperatriz Zewditu e ela tentou fazer com que Tafari fosse julgado por traição. Ele foi julgado por suas negociações benevolentes com a Itália, incluindo um acordo de paz de 20 anos assinado em 2 de agosto. Em Setembro, um grupo de reacionários palacianos, incluindo alguns cortesãos da Imperatriz, fez uma tentativa final para se livrar de Tafari. A tentativa de golpe de Estado foi trágica nas suas origens e cómica no seu final. Quando confrontados por Tafari e uma companhia de suas tropas, os líderes do golpe refugiaram-se nos terrenos do palácio, no mausoléu de Menelik. Tafari e seus homens os cercaram, apenas para serem cercados pela guarda pessoal de Zewditu. Mais soldados vestidos de cáqui de Tafari chegaram e decidiram o resultado a seu favor com superioridade de armas. O apoio popular, bem como o apoio da polícia,  permaneceu com Tafari. No final das contas, a Imperatriz cedeu e, em 7 de outubro de 1928, coroou Tafari como Negus (amárico: "Rei").

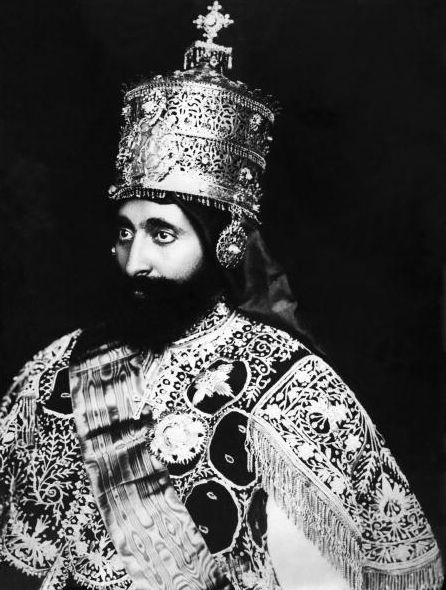
Coroação do Imperador Haile Selassie Eu em 2 de novembro de 1930

A coroação de Tafari como Rei foi controversa. Ele ocupou o mesmo território que a Imperatriz, em vez de partir para um reino regional do império. Dois monarcas, mesmo sendo um o vassalo e o outro o imperador (neste caso a imperatriz), nunca governaram a partir de um único local simultaneamente na história da Etiópia. Os conservadores agitaram-se para reparar este aparente insulto à dignidade da coroa, levando à rebelião de Ras Gugsa Welle. Gugsa Welle era o marido da Imperatriz e do Shum da província de Begemder. No início de 1930, ele reuniu um exército e marchou de sua província em Gondar em direção a Adis Abeba. Em 31 de março de 1930, Gugsa Welle foi recebido por forças leais a Negus Tafari e foi derrotado na Batalha de Anchem. Gugsa Welle foi morto em combate.  As notícias da derrota e morte de Gugsa Welle mal se espalharam por Adis Abeba quando a Imperatriz morreu repentinamente em 2 de abril de 1930. Embora tenha havido rumores de que a Imperatriz foi envenenada após a derrota de seu marido,  ou alternativamente que ela morreu de choque ao saber da morte de seu marido distante, mas amado,  desde então foi documentado que Zauditu sucumbiu à febre paratifoide e complicações de diabetes depois que o clero ortodoxo impôs regras estritas relativas à sua dieta durante a Quaresma, contra as ordens dos seus médicos.  
Após a morte de Zauditu, o próprio Tafari ascendeu a imperador e foi proclamado Neguse Negest ze-'Ityopp'ya, "Rei dos Reis da Etiópia". Ele foi coroado em 2 de novembro de 1930, na Catedral de São Jorge, em Adis Abeba. A coroação foi, segundo todos os relatos, "um evento esplêndido", e contou com a presença de membros da realeza e dignitários de todo o mundo. Entre os presentes estavam o duque de Gloucester (filho do rei Jorge V), o marechal Louis Franchet d'Espèrey da França e o príncipe de Udine representando o rei Vítor Emanuel III da Itália. O Embaixador Especial Herman Murray Jacoby participou da coroação como representante pessoal do presidente dos EUA, Herbert Hoover. Emissários do Egito, Turquia, Suécia, Bélgica e Japão estiveram lá.  A autora britânica Evelyn Waugh também esteve presente, escrevendo uma reportagem contemporânea sobre o evento, e o palestrante de viagens americano Burton Holmes fez o único filme conhecido do evento. Uma reportagem de um jornal americano sugeriu que a celebração incorreu em um custo superior a US$ 3.000.000.  Muitos dos presentes receberam presentes luxuosos; em um caso, o Imperador, um cristão, até enviou uma Bíblia envolta em ouro a um bispo americano que não compareceu à coroação, mas que havia dedicado uma oração ao Imperador no dia da coroação. 

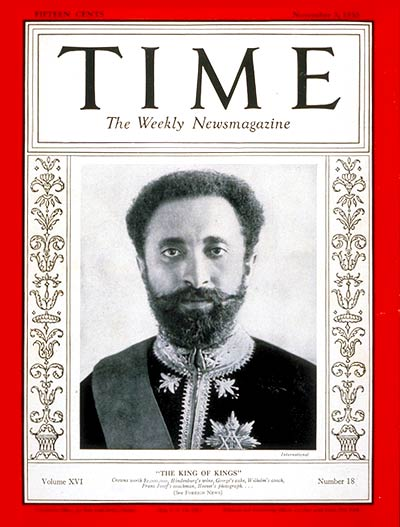
Capa da revista Time, 3 de novembro de 1930

Haile Selassie apresentou a primeira constituição escrita da Etiópia em 16 de julho de 1931, prevendo uma legislatura bicameral. A constituição manteve o poder nas mãos da nobreza, mas estabeleceu padrões democráticos entre a nobreza, prevendo uma transição para um regime democrático: prevaleceria "até que o povo estivesse em posição de se eleger". A constituição limitou a sucessão ao trono aos descendentes de Haile Selassie, o que teve o efeito de colocar outros príncipes dinásticos da época (incluindo os príncipes de Tigray e até mesmo o primo leal do imperador, Ras Kassa Haile Darge) fora da linha do trono. 
Em 1932, o Sultanato de Jimma foi formalmente absorvido pela Etiópia após a morte do Sultão Abba Jifar II de Jimma.

### Conflito com a Itália
A Etiópia tornou-se alvo de renovados desígnios imperialistas italianos na década de 1930. O regime fascista de Benito Mussolini estava ansioso por vingar as derrotas militares que a Itália tinha sofrido na Etiópia na Primeira Guerra Ítalo-Abissínia, e por apagar a tentativa falhada da Itália “liberal” de conquistar o país, como resumido pela derrota em Adwa.   A conquista da Etiópia também poderia fortalecer a causa do fascismo e encorajar a retórica do seu império. A Etiópia também forneceria uma ponte entre as possessões italianas da Eritreia e da Somalilândia Italiana. A posição da Etiópia na Liga das Nações não dissuadiu os italianos de invadirem em 1935; a "segurança coletiva" prevista pela Liga revelou-se inútil, e um escândalo eclodiu quando o Pacto Hoare-Laval revelou que os aliados da Liga da Etiópia estavam a conspirar para apaziguar a Itália.

#### Mobilização
Após a invasão italiana da Etiópia em 5 de dezembro de 1934 em Welwel, província de Ogaden, Haile Selassie juntou-se aos seus exércitos do norte e estabeleceu quartel-general em Desse, na província de Wollo. Ele emitiu sua ordem de mobilização em 3 de outubro de 1935:
Se você negar ao seu país, a Etiópia, a morte por tosse ou resfriado, da qual você morreria, recusando-se a resistir (em seu distrito, em seu patrimônio e em sua casa) ao nosso inimigo que está vindo de um país distante para atacar nós, e se você persistir em não derramar seu sangue, você será repreendido por seu Criador e será amaldiçoado por sua descendência. Assim, sem esfriar o coração do valor habitual, surge a sua decisão de lutar ferozmente, consciente da sua história que durará muito no futuro... Se na sua marcha você tocar em alguma propriedade dentro das casas ou no gado e nas colheitas fora, nem mesmo excluídos o capim, a palha e o esterco, é como matar o irmão que está morrendo com você... Você, conterrâneo, morando nas diversas vias de acesso, monta um mercado para o exército nos locais onde ele está acampado e nas dia, o seu governador distrital irá indicar-lhe, para que os soldados que fazem campanha pela liberdade da Etiópia não tenham dificuldades. Não lhe será cobrado imposto especial de consumo, até ao final da campanha, por qualquer coisa que esteja a comercializar nos campos militares: concedi-lhe a remissão... Depois de ter sido ordenado a ir para a guerra, mas depois ter desaparecido preguiçosamente do campanha, e quando você for capturado pelo chefe local ou por um acusador, você terá punição infligida sobre sua terra herdada, sua propriedade e seu corpo; ao acusador concederei um terço de sua propriedade...

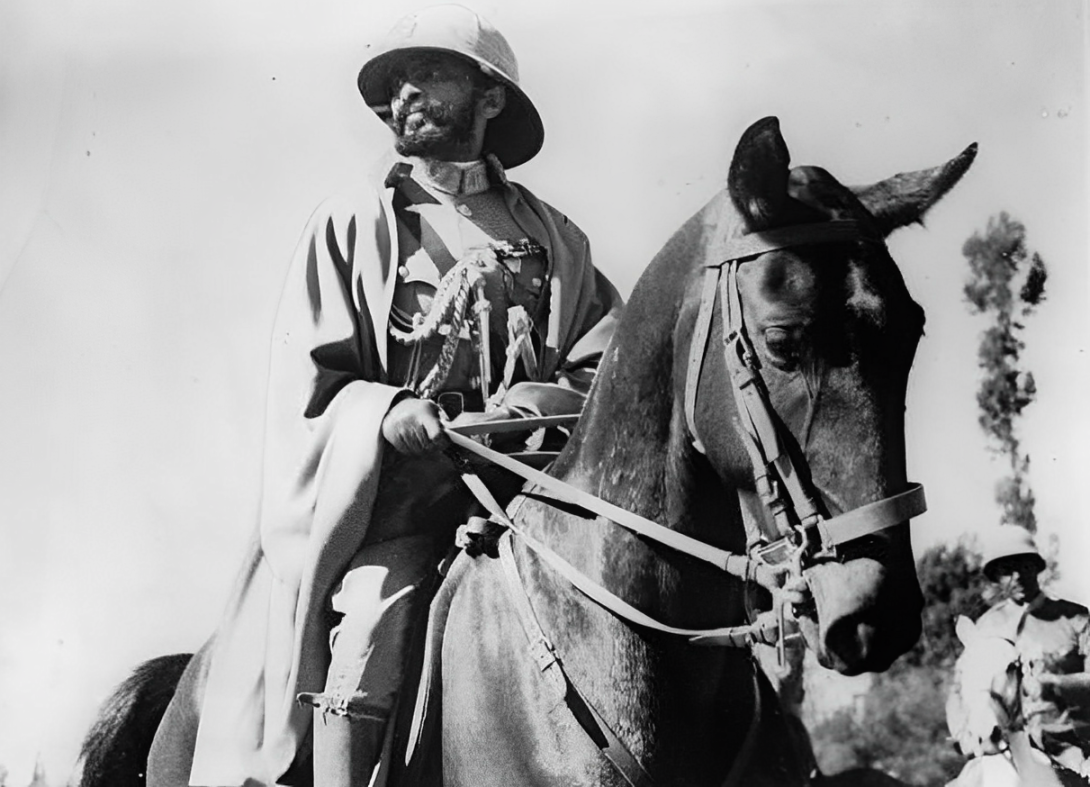
Selassie à cavalo antes da guerra, 1935

Em 19 de outubro de 1935, Haile Selassie deu ordens mais precisas para o seu exército ao seu comandante-em-chefe, Ras Kassa:

1. Quando você monta barracas, deve ser em cavernas, perto de árvores e em um bosque, se o local for adjacente a elas - e separado nos vários pelotões. As tendas deverão ser montadas a uma distância de 30 côvados uma da outra.
2. Ao avistar um avião, deve-se deixar grandes estradas abertas e amplos prados e marchar em vales e trincheiras e em rotas em zigue-zague, ao longo de locais que tenham árvores e matas.
3. Quando um avião vem lançar bombas, não será adequado fazê-lo, a menos que desça a cerca de 100 metros; portanto, quando ele voa baixo para tal ação, deve-se disparar uma saraivada com uma arma boa e muito longa e então dispersar rapidamente. Quando três ou quatro balas o atingirem, o avião cairá. Mas que atire apenas aqueles que foram ordenados a atirar com uma arma que foi escolhida para tal disparo, pois se todo mundo que possui uma arma atirar, não há vantagem nisso, exceto desperdiçar balas e revelar o paradeiro dos homens.
4. Para que o avião, ao subir novamente, não detecte o paradeiro daqueles que estão dispersos, é bom permanecer cautelosamente disperso enquanto ainda estiver bastante próximo. Em tempos de guerra, convém ao inimigo apontar suas armas para escudos adornados, ornamentos, mantos prateados e dourados, camisas de seda e coisas semelhantes. Quer se tenha jaqueta ou não, o melhor é usar uma camisa de mangas estreitas com cores desbotadas. Quando voltarmos, com a ajuda de Deus, você poderá usar suas decorações de ouro e prata. Agora é hora de ir e lutar. Oferecemos-lhe todos estes conselhos na esperança de que nenhum grande dano lhe aconteça por falta de cautela. Ao mesmo tempo, temos o prazer de assegurar-lhe isso em tempos de guerra. Estamos prontos para derramar Nosso sangue no meio de vocês pelo bem da liberdade da Etiópia..."

#### Progresso da guerra
A partir do início de outubro de 1935, os italianos invadiram a Etiópia. Mas, em novembro, o ritmo da invasão diminuiu sensivelmente e os exércitos do norte de Haile Selassie foram capazes de lançar o que ficou conhecido como a "Ofensiva de Natal". Durante esta ofensiva, os italianos foram forçados a recuar e colocados na defensiva. No início de 1936, a Primeira Batalha de Tembien interrompeu o progresso da ofensiva etíope e os italianos estavam prontos para continuar a sua ofensiva. Após a derrota e destruição dos exércitos do norte da Etiópia na Batalha de Amba Aradam, na Segunda Batalha de Tembien e na Batalha de Shire, Haile Selassie entrou em campo com o último exército etíope na frente norte. Em 31 de março de 1936, ele próprio lançou um contra-ataque contra os italianos na Batalha de Maychew, no sul de Tigray. O exército do imperador foi derrotado e recuou desordenadamente. Quando o exército de Haile Selassie se retirou, os italianos atacaram do ar junto com os rebeldes membros das tribos Raya e Azebo no terreno, que foram armados e pagos pelos italianos. Muitos dos militares etíopes eram obsoletos em comparação com as forças invasoras italianas, possuindo, em sua maioria, rifles e armamentos não treinados e não modernos.
Haile Selassie fez uma peregrinação solitária às igrejas de Lalibela, correndo risco considerável de captura, antes de regressar à sua capital.  Após uma sessão tempestuosa do conselho de estado, foi acordado que, porque Adis Abeba não poderia ser defendida, o governo se mudaria para a cidade de Gore, no sul, e que no interesse de preservar a casa imperial, a Imperatriz Menen Asfaw e o resto da família imperial deveria partir imediatamente para a Somalilândia Francesa, e de lá seguir para Jerusalém.   

#### Debate do exílio

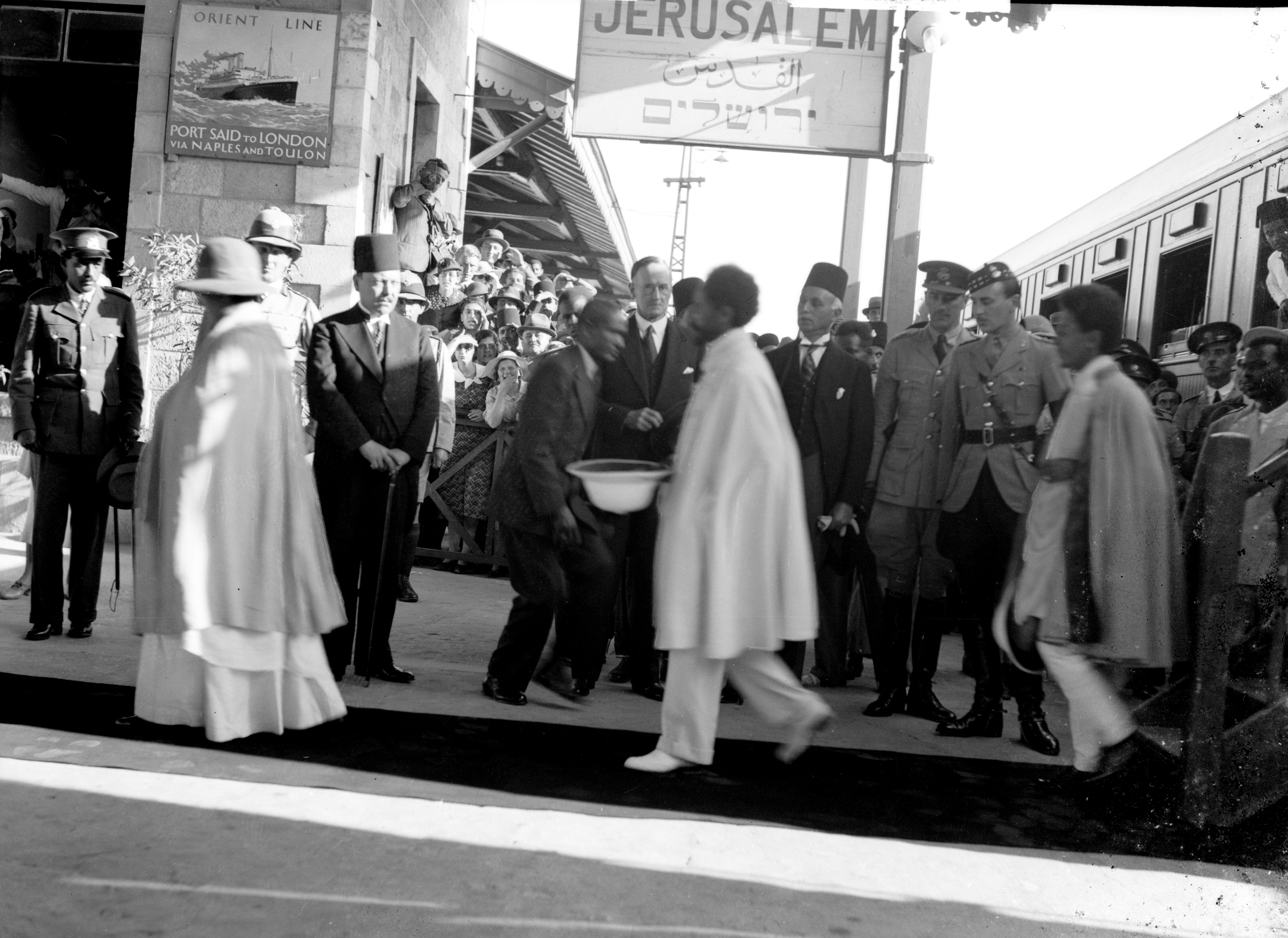
O Imperador chega a Jerusalém, maio de 1936.

Após mais debate sobre se Haile Selassie deveria ir para Gore ou acompanhar a sua família no exílio, foi acordado que ele deveria deixar a Etiópia com a sua família e apresentar o caso da Etiópia à Liga das Nações em Genebra. A decisão não foi unânime e vários participantes, incluindo o nobre Blatta Tekle Wolde Hawariat, opuseram-se veementemente à ideia de um monarca etíope fugir diante de uma força invasora. Haile Selassie nomeou seu primo Ras Imru Haile Selassie como Príncipe Regente em sua ausência, partindo com sua família para a Somalilândia Francesa em 2 de maio de 1936.
Em 5 de maio, o marechal Pietro Badoglio liderou as tropas italianas em Adis Abeba e Mussolini declarou a Etiópia uma província italiana. Vítor Emanuel III  foi proclamado o novo Imperador da Etiópia. No dia anterior, os exilados etíopes tinham deixado a Somalilândia Francesa a bordo do cruzador britânico HMS Enterprise  Eles tinham como destino Jerusalém no Mandato Britânico da Palestina, onde a família imperial etíope mantinha residência. A família desembarcou em Haifa e depois seguiu para Jerusalém. Uma vez lá, Haile Selassie e sua comitiva prepararam-se para defender sua posição em Genebra. A escolha de Jerusalém foi altamente simbólica, uma vez que a Dinastia Salomónica reivindicava descendência da Casa de David. Saindo da Terra Santa, Haile Selassie e sua comitiva navegaram a bordo do cruzador britânico HMS Capetown com destino a Gibraltar, onde se hospedaram no Rock Hotel. De Gibraltar, os exilados foram transferidos para um transatlântico comum. Ao fazer isso, o governo do Reino Unido foi poupado das despesas de uma recepção estatal.

#### Segurança coletiva e a Liga das Nações, 1936

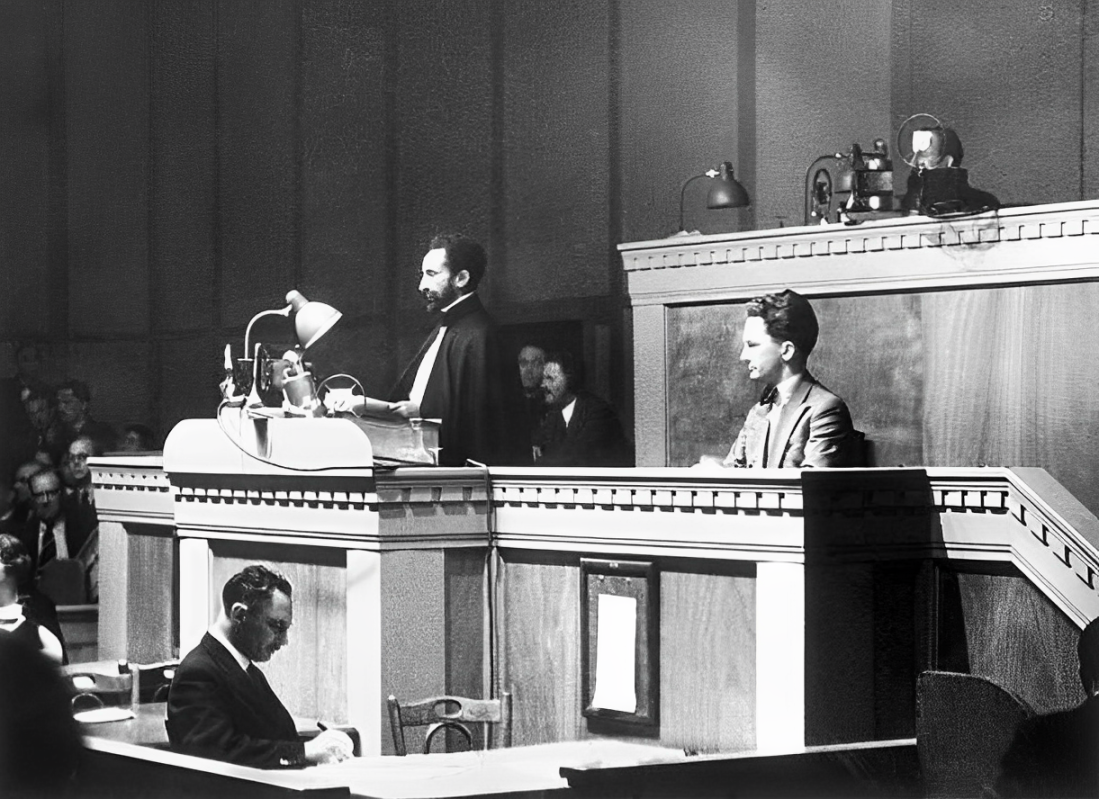
Haile Selassie na Liga das Nações apelando à invasão da Itália em 1936

Mussolini invadiu a Etiópia e prontamente declarou o seu próprio “Império Italiano”. Depois que a Liga das Nações concedeu a Haile Selassie a oportunidade de se dirigir à assembleia, a Itália retirou a sua delegação da Liga, em 12 de maio de 1936. Foi neste contexto que Haile Selassie entrou no salão da Liga das Nações, apresentado pelo presidente da Assembleia como "Sua Majestade Imperial, o Imperador da Etiópia" (Sa Majesté Imperiale, l'Empereur d'Éthiopie). A introdução fez com que muitos jornalistas italianos nas galerias explodissem em zombarias, protestos e assobios. Acontece que eles já haviam recebido apitos do genro de Mussolini, o conde Galeazzo Ciano. O delegado romeno e ex-presidente da Liga, Nicolae Titulescu, ficou famoso por se levantar em resposta e gritou "Para a porta com os selvagens!", e os jornalistas ofensores foram retirados do salão. Haile Selassie esperou calmamente que o salão fosse esvaziado e respondeu "majestosamente" com um discurso considerado por alguns um dos mais emocionantes do século XX e um possível aviso para as gerações futuras.

Embora fluente em francês, a língua de trabalho da Liga, Haile Selassie optou por proferir o seu discurso histórico no seu amárico nativo. Afirmou que, porque a sua "confiança na Liga era absoluta", o seu povo estava agora a ser massacrado. Ele ressaltou que os mesmos estados europeus que decidiram a favor da Etiópia na Liga das Nações estavam recusando crédito e material à Etiópia enquanto ajudavam a Itália, que empregava armas químicas em alvos militares e civis:
Foi na altura em que decorriam as operações de cerco de Makale que o comando italiano, temendo uma derrota, seguiu o procedimento [que] agora é meu dever denunciar ao mundo. Pulverizadores especiais foram instalados a bordo dos aviões para que pudessem vaporizar, sobre vastas áreas do território, uma chuva fina e mortal. Grupos de nove, quinze, dezoito aeronaves se sucediam, de modo que a neblina que emanava deles formava um lençol contínuo. Foi assim que, a partir do final de janeiro de 1936, soldados, mulheres, crianças, gado, rios, lagos e pastagens ficaram continuamente encharcados com esta chuva mortal. Para exterminar sistematicamente todas as criaturas vivas, para envenenar com maior segurança as águas e as pastagens, o comando italiano fez passar repetidamente os seus aviões. Esse foi o seu principal método de guerra.
Observando que o seu próprio "pequeno povo de 12 milhões de habitantes, sem armas, sem recursos" nunca poderia resistir a um ataque de uma grande potência como a Itália, com os seus 42 milhões de pessoas e "quantidades ilimitadas das armas mais mortíferas", ele afirmou que a agressão ameaçava todos os pequenos estados e que todos os pequenos estados foram na verdade reduzidos a estados vassalos na ausência de ação coletiva. Ele advertiu a Liga que "Deus e a história se lembrarão do seu julgamento":
É segurança coletiva: é a própria existência da Liga das Nações. É a confiança que cada Estado deve depositar nos tratados internacionais...  Numa palavra, é a moralidade internacional que está em jogo. As assinaturas anexadas a um Tratado têm valor apenas na medida em que as Potências signatárias tenham um interesse pessoal, direto e imediato envolvido?
No início de 1936, a Time nomeou Haile Selassie como "Homem do Ano" de 1935 e seu discurso de junho de 1936 fez dele um ícone para os antifascistas em todo o mundo. No entanto, ele não conseguiu o que mais precisava: a Liga concordou apenas com sanções parciais e ineficazes à Itália. Apenas seis nações em 1937 não reconheceram a ocupação italiana: China, Nova Zelândia, União Soviética, República de Espanha, México e Estados Unidos. Costuma-se dizer que uma das muitas razões pelas quais a Liga das Nações entrou em colapso foi devido ao seu fracasso em condenar a invasão da Abissínia pela Itália. Apesar deste elogio internacional, Selassie ficou sem o equipamento militar tão necessário. Ao retornar à Etiópia, foram principalmente sua astúcia e estratégia militar que o levaram a derrotar a Itália. Por exemplo, as tropas etíopes conseguiram invadir com sucesso os armazéns italianos e utilizaram animais de carga para transportar artilharia em terrenos acidentados, a fim de se posicionarem para emboscar as tropas italianas em áreas que não estavam preparadas para combater.

#### Exílio

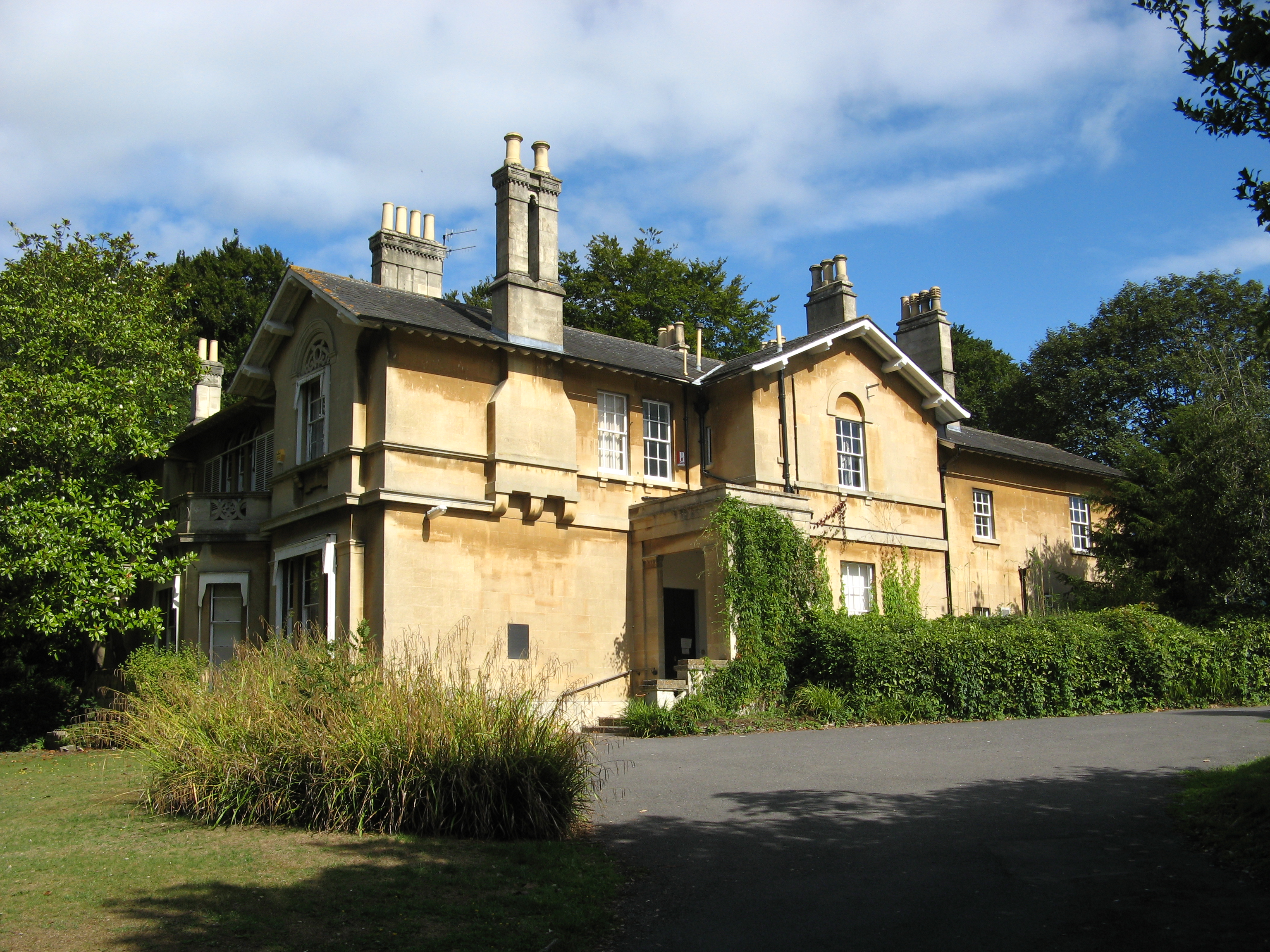
Fairfield House, Bath, foi a residência de Selassie por cinco anos durante a Segunda Guerra Ítalo-Etíope e partes da Segunda Guerra Mundial

Haile Selassie passou seus anos de exílio (1936–1941) em Bath, Inglaterra, em Fairfield House, que ele comprou. O imperador e Kassa Haile Darge faziam caminhadas matinais juntos atrás dos altos muros da casa vitoriana de 14 cômodos. A leitura favorita de Haile Selassie era “história diplomática”. Mas a maior parte de suas horas sérias era ocupada com a história de 90 mil palavras sobre sua vida, que ele escrevia laboriosamente em amárico.
Antes da Fairfield House, ele ficou brevemente no Warne's Hotel em Worthing e em Parkside, Wimbledon. Um busto de Haile Selassie, de Hilda Seligman, ficava nas proximidades do Parque Cannizaro para comemorar essa época e era um local popular de peregrinação para a comunidade Rastafári de Londres, até ser destruído por manifestantes em 30 de junho de 2020. Haile Selassie se hospedou no Abbey Hotel em Malvern na década de 1930, e suas netas e filhas de funcionários da corte foram educadas na Clarendon School for Girls em North Malvern. Durante seu tempo em Malvern, ele frequentou os cultos na Igreja da Santíssima Trindade, em Link Top. Uma blue plaque, comemorando sua estadia em Malvern, foi inaugurada no sábado, 25 de junho de 2011. Como parte da cerimónia, uma delegação do movimento Rastafári fez um breve discurso e um recital de tambores.

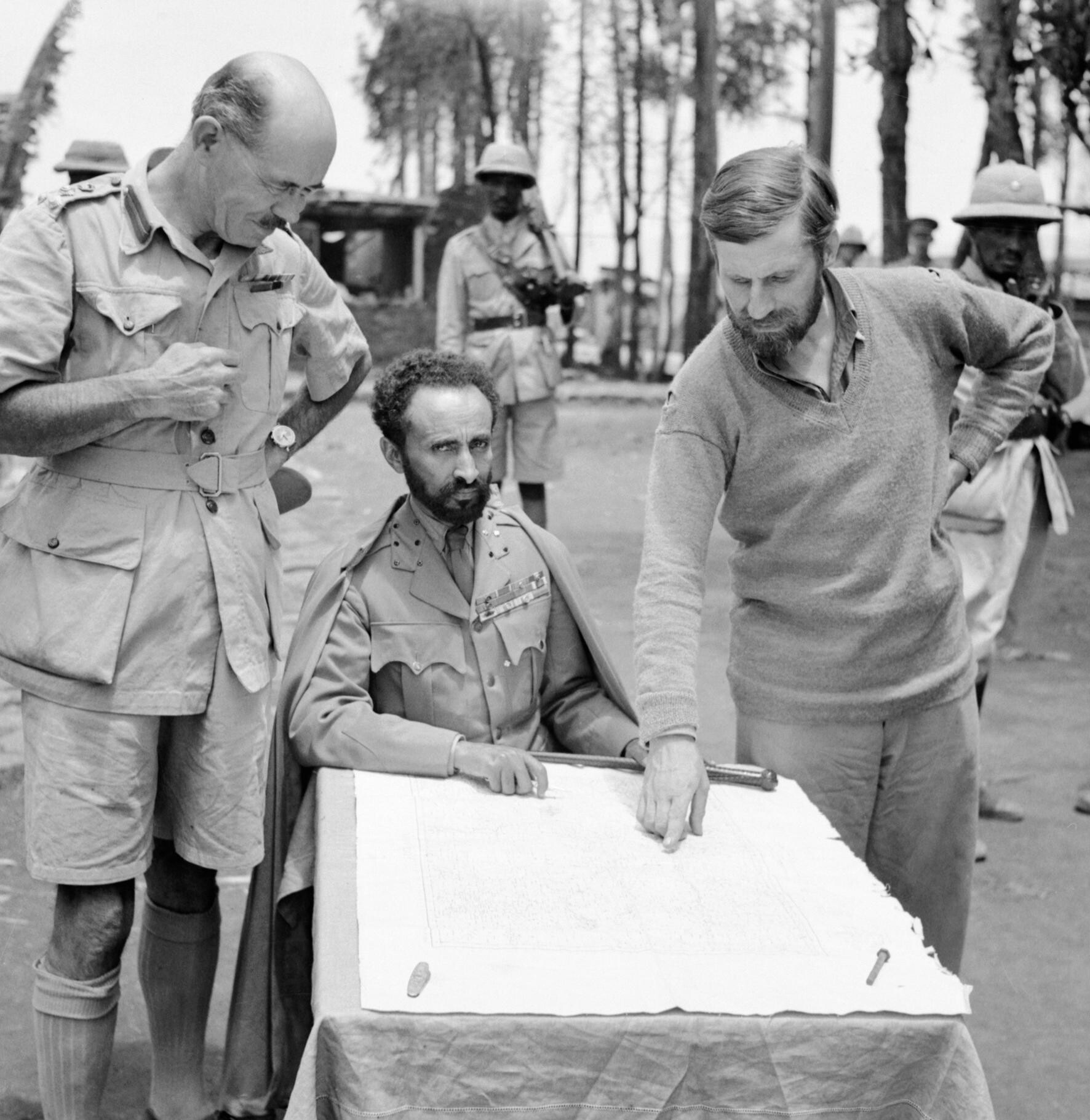
Haile Selassie com o Brigadeiro Daniel Sandford (à esquerda) e o Coronel Wingate (à direita) no Forte Dambacha, após sua captura, 15 de abril de 1941

A atividade de Haile Selassie neste período concentrou-se em combater a propaganda italiana quanto ao estado da resistência etíope e à legalidade da ocupação. Ele se manifestou contra a profanação de locais de culto e artefatos históricos (incluindo o roubo de um obelisco imperial de 1 600 anos) e condenou as atrocidades sofridas pela população civil etíope. Ele continuou a implorar pela intervenção da Liga e a expressar a sua certeza de que "o julgamento de Deus acabará por visitar os fracos e os poderosos", embora as suas tentativas de obter apoio para a luta contra a Itália tenham sido em grande parte malsucedidas até a Itália entrar na Segunda Guerra Mundial. do lado alemão em junho de 1940.

Os apelos de Haile Selassie por apoio internacional criaram raízes nos Estados Unidos, especialmente entre organizações afro-americanas simpatizantes da causa etíope. Em 1937, Haile Selassie faria um discurso de rádio no dia de Natal ao povo americano para agradecer aos seus apoiadores quando seu táxi se envolveu em um acidente de trânsito, deixando-o com uma fratura no joelho. Em vez de cancelar a transmissão de rádio, ele proferiu o discurso, no qual vinculou o cristianismo e a boa vontade ao Pacto da Liga das Nações, e afirmou que "a guerra não é o único meio de parar a guerra":
Com o nascimento do Filho de Deus, ocorreu um fenômeno sem precedentes, irrepetível e há muito esperado. Ele nasceu num estábulo em vez de num palácio, numa manjedoura em vez de um berço. Os corações dos Sábios foram atingidos pelo medo e pela admiração devido à Sua Majestosa Humildade. Os reis prostraram-se diante dele e O adoraram. 'A paz esteja com aqueles que têm boa vontade'. Esta se tornou a primeira mensagem.

...Embora o trabalho das pessoas sábias possa merecer-lhes respeito, é um fato da vida que o espírito dos ímpios continua a lançar sua sombra sobre este mundo. Os arrogantes são vistos visivelmente conduzindo seu povo ao crime e à destruição. As leis da Liga das Nações são constantemente violadas e guerras e atos de agressão ocorrem repetidamente... Para que o espírito dos malditos não ganhe predomínio sobre a raça humana que Cristo redimiu com seu sangue, todas as pessoas amantes da paz deveriam cooperar para permanecer firme a fim de preservar e promover a legalidade e a paz
Durante este período, Haile Selassie sofreu diversas tragédias pessoais. Seus dois genros, Ras Desta Damtew e Dejazmach Beyene Merid, foram ambos executados pelos italianos. A filha do imperador, a princesa Romanework, esposa de Dejazmach Beyene Merid, foi levada ao cativeiro com seus filhos e morreu na Itália em 1941. Sua filha Tsehai morreu durante o parto logo após a restauração em 1942.
Após seu retorno à Etiópia, Haile Selassie doou Fairfield House à cidade de Bath como residência para idosos. Em 2019, mais duas placas azuis comemorando sua residência em Fairfield e suas visitas à vizinha Weston-super-Mare foram inauguradas por seu neto.

### Décadas de 1940 e 1950

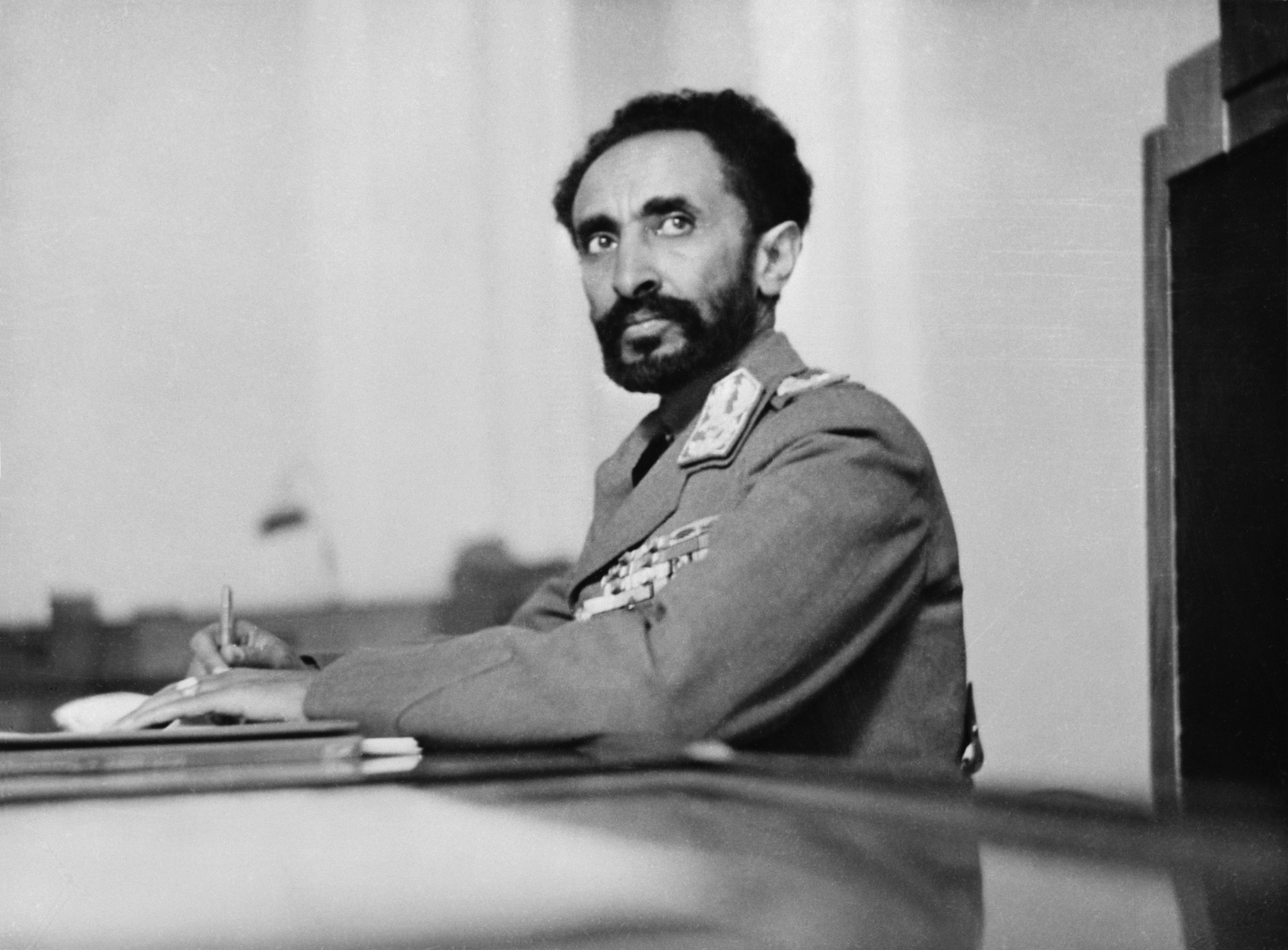
Haile Selassié em 1942

As forças britânicas, que consistiam principalmente de tropas coloniais africanas e sul-africanas apoiadas pela Etiópia sob a "Força Gideon" do Coronel Orde Wingate, coordenaram o esforço militar para libertar a Etiópia. O próprio imperador emitiu várias proclamações imperiais neste período, demonstrando que, embora a autoridade não estivesse dividida de forma formal, o poderio militar britânico e o apelo populista do imperador podiam ser unidos no esforço concertado para libertar a Etiópia.
Em 18 de janeiro de 1941, durante a Campanha da África Oriental, Haile Selassie cruzou a fronteira entre o Sudão e a Etiópia perto da aldeia de Um Iddla. O estandarte do Leão de Judá foi erguido novamente. Dois dias depois, ele e uma força de patriotas etíopes juntaram-se à Força Gideon, que já se encontrava na Etiópia e preparava o caminho.

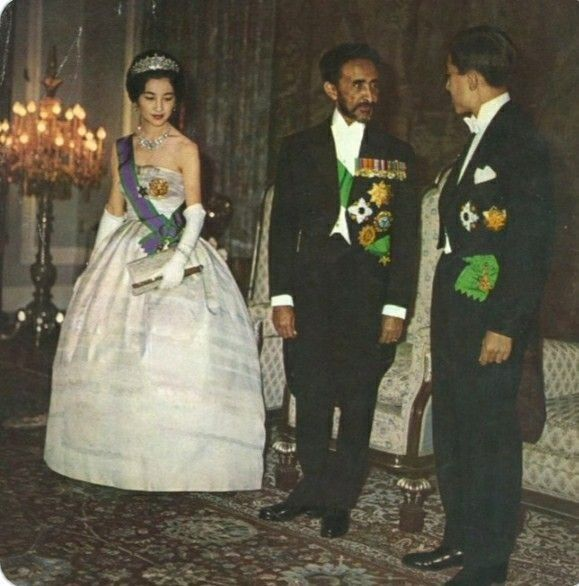
Encontro com o Príncipe Herdeiro Akihito e a Princesa Herdeira Michiko do Japão em 1955

A Itália foi derrotada por uma força do Reino Unido, da Comunidade das Nações, da França Livre, da Bélgica Livre e de patriotas etíopes. A 5 de Maio de 1941, Haile Selassie entrou em Adis Abeba e dirigiu-se pessoalmente ao povo etíope, exactamente cinco anos depois de as forças fascistas terem entrado em Adis Abeba:
Hoje é o dia em que derrotamos o nosso inimigo. Portanto, quando dizemos vamos nos alegrar com nossos corações, não deixemos que nosso regozijo seja de qualquer outra forma, a não ser no espírito de Cristo. Não retribua o mal com o mal. Não se entreguem às atrocidades [que] o inimigo tem praticado da sua maneira habitual, até ao fim. Tome cuidado para não estragar o bom nome da Etiópia com atos [que] sejam dignos do inimigo. Veremos que nossos inimigos serão desarmados e enviados da mesma forma que vieram. Como São Jorge, que matou o dragão, é o santo padroeiro do nosso exército, bem como dos nossos aliados, unamo-nos aos nossos aliados em amizade e amizade eternas, a fim de podermos enfrentar o dragão ímpio e cruel [que] recentemente ressuscitou e [que] está oprimindo a [humanidade].
Em 27 de agosto de 1942, Haile Selassie confirmou a base jurídica para a abolição da escravatura que tinha sido ilegalmente decretada pelas forças de ocupação italianas em todo o império e impôs penas severas, incluindo a morte, ao comércio de escravos. Após a Segunda Guerra Mundial, a Etiópia tornou-se membro fundador das Nações Unidas. Em 1948, o Ogaden, região disputada tanto com a Somalilândia Italiana como com a Somalilândia Britânica, foi concedido à Etiópia. Em 2 de Dezembro de 1950, a Assembleia Geral da ONU adoptou a Resolução 390 (V), estabelecendo a federação da Eritreia (a antiga colónia italiana) na Etiópia.

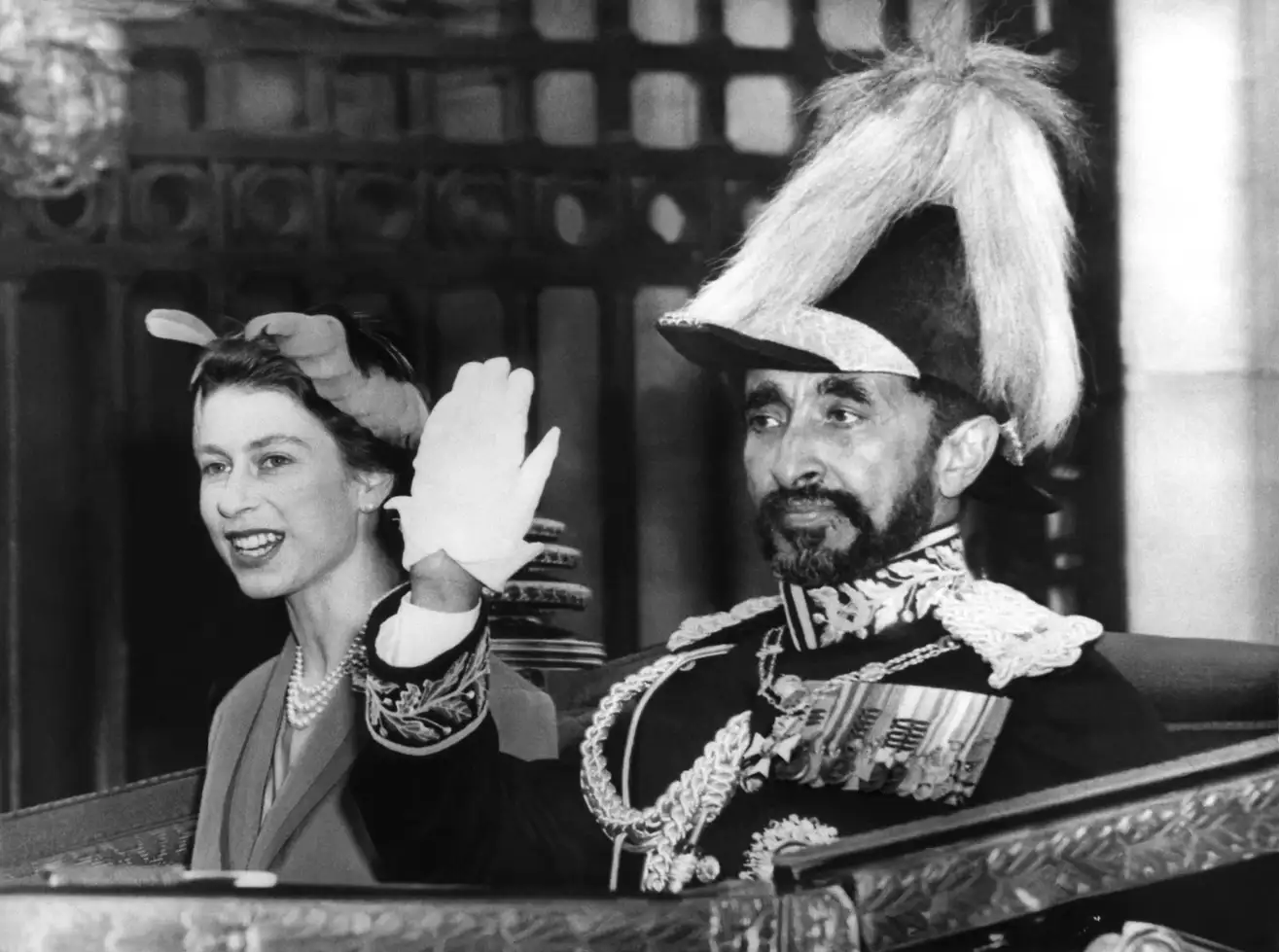
Rainha Elizabeth II com o Imperador Haile Selassie indo para o Palácio de Buckingham em 1954

A Eritreia deveria ter a sua própria constituição, que proporcionaria o equilíbrio étnico, linguístico e cultural, enquanto a Etiópia deveria gerir as suas finanças, defesa e política externa.
Apesar das suas políticas de centralização que tinham sido implementadas antes da Segunda Guerra Mundial, Haile Selassie ainda se encontrava incapaz de promover todos os programas que desejava. Em 1942, ele tentou instituir um esquema tributário progressivo, mas falhou devido à oposição da nobreza, e apenas um imposto fixo foi aprovado; em 1951, ele concordou em reduzir isso também. A Etiópia ainda era "semifeudal", e as tentativas do Imperador de alterar a sua forma social e económica através da reforma dos seus modos de tributação encontraram resistência da nobreza e do clero, que estavam ansiosos por retomar os seus privilégios no pós-guerra. era. Onde Haile Selassie realmente conseguiu efetuar novos impostos sobre a terra, os encargos ainda eram muitas vezes transferidos pelos proprietários de terras para os camponeses.
Entre 1941 e 1959, Haile Selassie trabalhou para estabelecer a autocefalia da Igreja Ortodoxa Etíope Tewahedo. A Igreja Ortodoxa Etíope tinha sido chefiada pelo Abuna, um bispo que respondia ao Papa da Igreja Copta Ortodoxa de Alexandria. Em 1942 e 1945, Haile Selassie candidatou-se ao Santo Sínodo da Igreja Copta Ortodoxa para estabelecer a independência dos bispos etíopes e, quando os seus apelos foram negados, ele ameaçou cortar relações com a Igreja Copta de Alexandria. Finalmente, em 1959, oPapa Cirilo VI elevou o Abuna a Patriarca Católico. A Igreja Etíope permaneceu afiliada à Igreja Alexandrina.  Além destes esforços, Haile Selassie mudou a relação Igreja-Estado etíope, introduzindo a tributação das terras da igreja e restringindo os privilégios legais do clero, que anteriormente tinham sido julgados nos seus próprios tribunais por crimes civis.
Em 1956, numa visita de Estado à Índia, encontrou-se com líderes indianos que apoiaram a Etiópia contra a ocupação ilegal da Itália fascista durante a guerra de 1935-1941 contra o país. Ele também discutiu com o primeiro-ministro indiano Jawaharlal Nehru sobre a descolonização asiática e africana e a cooperação entre os setores económico e educacional.
Em 1948, os muçulmanos Harari de Harar com aliados somalis organizaram uma rebelião significativa contra o império; o estado respondeu violentamente. Centenas de pessoas foram presas e toda a cidade de Harar foi colocada em prisão domiciliar. O governo também assumiu o controle de muitos bens e propriedades pertencentes ao povo. Isto levou a um êxodo maciço de Hararis da região de Harari, o que não havia ocorrido em sua história anterior. A insatisfação dos Harari resultou do fato de nunca terem recebido autonomia limitada de Harar, que foi prometida por Menelique II após a conquista do reino. A promessa foi corroída por sucessivos governadores Amhara. De acordo com os historiadores Tim Carmicheal e Roman Loimeier, Haile Selassie esteve diretamente envolvido na supressão do movimento Harari que se formou em resposta à repressão a Hararis que colaborou com os italianos durante a ocupação da Etiópia de 1935 a 1941.

Há quase duas décadas, assumi pessoalmente perante a história a responsabilidade de colocar o destino do meu querido povo na questão da segurança colectiva, pois certamente, naquela altura e pela primeira vez na história mundial, essa questão foi colocada com toda a sua clareza . A minha busca de consciência convenceu-me da justeza da minha atitude e se, depois de sofrimentos incalculáveis e, na verdade, de resistência sem ajuda no momento da agressão, virmos agora a vindicação final desse princípio na nossa acção conjunta na Coreia, só posso estar grato por Deus ter me dado forças para persistir em nossa fé até o momento de sua recente e gloriosa vindicação.

Haile Selassie I, 
Mantendo o princípio da segurança colectiva, do qual foi um defensor declarado, Haile Selassie enviou um contingente, sob o comando do General Mulugueta Bulli, conhecido como Batalhão Kagnew, para participar na Guerra da Coreia, apoiando o Comando das Nações Unidas. Foi anexado à 7ª Divisão de Infantaria americana e lutou em vários combates, incluindo a Batalha de Pork Chop Hill. Num discurso de 1954, Haile Selassie falou da participação etíope na Guerra da Coreia como uma redenção dos princípios da segurança colectiva.
Durante as celebrações do seu Jubileu de Prata em novembro de 1955, Haile Selassie introduziu uma constituição revista, pela qual manteve o poder efectivo, ao mesmo tempo que alargou a participação política ao povo, permitindo que a câmara baixa do parlamento se tornasse um órgão eleito. A política partidária não estava prevista. Os métodos educacionais modernos foram mais amplamente difundidos por todo o Império.
O país embarcou num esquema de desenvolvimento e planos de modernização, temperados pelas tradições etíopes e no quadro da antiga estrutura monárquica do Estado. Selassie comprometeu-se, quando prático, com os tradicionalistas da nobreza e da igreja. Ele também tentou melhorar as relações entre o Estado e os grupos étnicos e concedeu autonomia às terras Afar que eram difíceis de controlar. Ainda assim, as suas reformas para acabar com o feudalismo foram lentas e enfraquecidas pelos compromissos que fez com a aristocracia entrincheirada. A Constituição Revisada de 1955 foi criticada por reafirmar "o poder indiscutível do monarca" e por manter a relativa impotência dos camponeses.

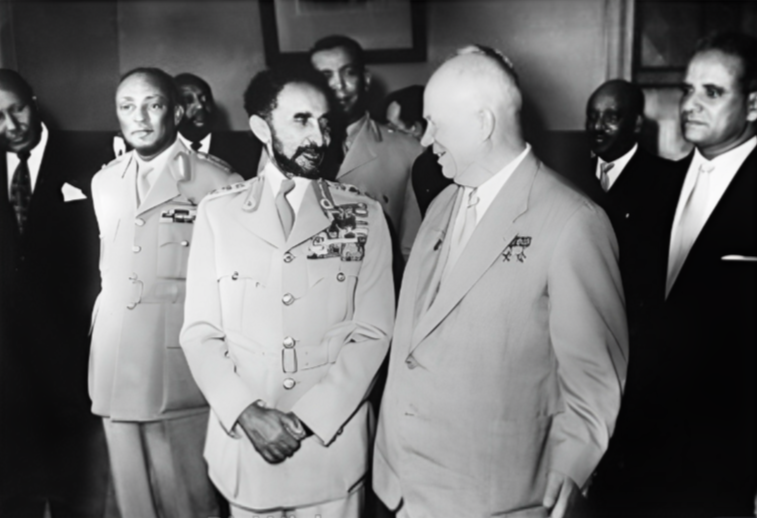
Haile Selassie com Nikita Khrushchov, Moscou, 1959

Haile Selassie também manteve relações cordiais com o governo do Reino Unido através de gestos de caridade. Ele enviou ajuda ao governo britânico em 1947, quando a Grã-Bretanha foi afetada por fortes enchentes. Sua carta a Lord Meork, Fundo Nacional de Socorro, Londres, dizia: "embora estejamos ocupados em ajudar nosso povo que não se recuperou das crises da guerra, ouvimos dizer que seu país fértil e belo está devastado pelas chuvas extraordinariamente fortes, e seu pedido de ajuda. Portanto, estamos enviando uma pequena quantia em dinheiro, cerca de mil libras, através de nossa embaixada, para mostrar nossa simpatia e cooperação". Ele também deixou sua casa no exílio, Fairfield House, Bath, para a cidade de Bath para uso dos idosos em 1959. Desde 1955, o poder do imperador foi descentralizado para o primeiro-ministro e o conselho de ministros eleitos pelos seus constituintes.

#### Fome de Tigray em 1958
No Verão de 1958, uma fome generalizada na província de Tigray, no norte da Etiópia, já tinha dois anos, mas as pessoas em Adis Abeba quase não sabiam nada sobre isso. Quando relatos significativos de mortes finalmente chegaram ao Ministério do Interior, em setembro de 1959, o governo central divulgou imediatamente a informação ao público e começou a pedir contribuições. O imperador doou pessoalmente 2 000 toneladas de grãos de ajuda humanitária, os EUA enviaram 32 000 toneladas, que foram distribuídas entre a Eritreia e Tigray, e dinheiro para ajuda foi arrecadado em todo o país, mas estima-se que aproximadamente 100 000 pessoas morreram antes do fim da crise em agosto de 1961. As causas da fome foram atribuídas à seca, gafanhotos, granizo e epidemias de varíola, tifo, sarampo e malária.

### Década de 1960
Haile Selassie contribuiu com tropas etíopes para a força de manutenção da paz da Operação das Nações Unidas no Congo durante a crise do Congo de 1960, para preservar a integridade congolesa, de acordo com a Resolução 143 do Conselho de Segurança das Nações Unidas. Em 13 de dezembro de 1960, enquanto Haile Selassie estava em visita de Estado ao Brasil, suas forças Kebur Zabagna (Guarda Imperial) organizaram um golpe de estado mal sucedido, proclamando brevemente o filho mais velho de Haile Selassie, Asfa Wossen, como imperador. O exército regular e as forças policiais esmagaram o golpe de Estado. A tentativa de golpe careceu de amplo apoio popular, foi denunciada pela Igreja Ortodoxa Etíope, e foi impopular junto ao exército, à força aérea e à polícia. No entanto, o esforço para depor o Imperador teve apoio entre os estudantes e as classes instruídas. A tentativa de golpe foi caracterizada como um momento crucial na história da Etiópia, o ponto em que os etíopes "pela primeira vez questionaram o poder do rei de governar sem o consentimento do povo". As populações estudantis começaram a simpatizar com o campesinato e os pobres e a defender o seu nome. O golpe estimulou Haile Selassie a acelerar a reforma, que se manifestou sob a forma de concessões de terras a militares e policiais e a grupos políticos.
Haile Selassie continuou a ser um forte aliado do Ocidente, ao mesmo tempo que prosseguia uma política firme de descolonização da África, que ainda estava em grande parte sob o domínio colonial europeu. As Nações Unidas conduziram um longo inquérito sobre o estatuto da Eritreia, com cada uma das superpotências a competir por uma participação no futuro do Estado. A Grã-Bretanha, o administrador na altura, sugeriu a divisão da Eritreia entre o Sudão e a Etiópia, separando cristãos e muçulmanos. A ideia foi imediatamente rejeitada pelos partidos políticos da Eritreia, bem como pela ONU.
Um plebiscito da ONU votou 46 a 10 para que a Eritreia fosse federada com a Etiópia, o que foi posteriormente estipulado em 2 de dezembro de 1950 na resolução 390 (V). A Eritreia teria o seu próprio parlamento e administração e seria representada no que tinha sido o parlamento etíope e se tornaria o parlamento federal. Haile Selassie não aceitou nenhuma das tentativas europeias de redigir uma constituição separada sob a qual a Eritreia seria governada, e queria que a sua própria constituição de 1955, protegendo as famílias, fosse aplicada tanto na Etiópia como na Eritreia. Em 1961, começou a Guerra pela Independência da Eritreia, que durou 30 anos, seguida pela dissolução da federação e pelo encerramento do parlamento da Eritreia.

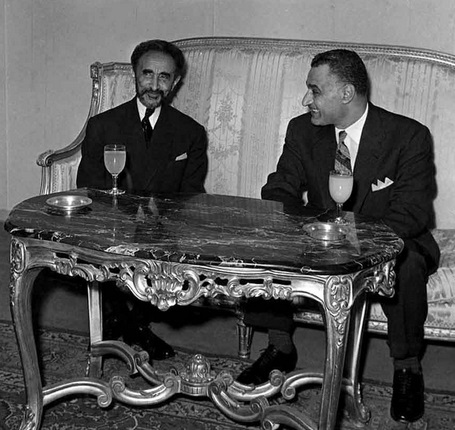
Haile Selassie com o presidente egípcio Gamal Abdel Nasser em Adis Abeba para a cimeira da Organização da Unidade Africana, 1963

Em setembro de 1961, Haile Selassie participou da Conferência de Chefes de Estado e de Governo de Países Não Alinhados em Belgrado, República Socialista Federativa da Iugoslávia. Esta é considerada a conferência fundadora do Movimento Não Alinhado.
Em 1961, as tensões entre os eritreus de mentalidade independente e as forças etíopes culminaram na Guerra da Independência da Eritreia. O parlamento eleito da Eritreia votou para se tornar a décima quarta província da Etiópia em 1962. A guerra continuaria por 30 anos; primeiro Haile Selassie, depois a junta apoiada pelos soviéticos que o sucedeu, tentou reter a Eritreia pela força.
Em 1963, Haile Selassie presidiu a formação da Organização da Unidade Africana (OUA), a precursora da União Africana (UA) em todo o continente. A nova organização estabeleceria a sua sede em Adis Abeba . Em maio daquele ano, Haile Selassie foi eleito o primeiro presidente oficial da OUA, com assento rotativo. Juntamente com Modibo Keïta do Mali, o líder etíope ajudaria mais tarde a negociar com sucesso os Acordos de Bamako, que puseram fim ao conflito fronteiriço entre Marrocos e a Argélia. Em 1964, Haile Selassie iniciaria o conceito dos Estados Unidos da África, proposta posteriormente retomada por Muammar Gaddafi.
Em 1963 ocorreu uma revolta em Bale, onde manifestantes camponeses desencorajados pela tributação etíope liderada pelo primeiro-ministro Aklilu Habte-Wold mais tarde se transformaram em uma insurgência. Isto causou uma guerra semicivil com ações terroristas levadas a cabo por rebeldes apoiados pela Somália que mais tarde forçou o governo etíope a declarar o estado de emergência. As forças armadas do imperador lideradas pelo gabinete do primeiro-ministro Aklilu, com o apoio do Reino Unido e dos Estados Unidos, conseguiram finalmente pôr fim à revolta após mais de seis anos de insurgência. Isto garantiu o enfraquecimento dos laços diplomáticos com a Somália de Siad Barre.

Em 4 de outubro de 1963, Haile Selassie dirigiu-se à Assembleia Geral das Nações Unidas referindo-se no seu discurso ao seu discurso anterior à Liga das Nações:
Há vinte e sete anos, como Imperador da Etiópia, subi à tribuna em Genebra, na Suíça, para me dirigir à Liga das Nações e para apelar ao alívio da destruição [que] tinha sido desencadeada contra a minha nação indefesa, pelo invasor fascista. Falei então tanto para como para a consciência do mundo. As minhas palavras foram ignoradas, mas a história atesta a exactidão do aviso que dei em 1936. Hoje, estou diante da organização mundial [que] sucedeu ao manto descartado pelo seu desacreditado antecessor. Neste órgão está consagrado o princípio da segurança colectiva [que] invoquei sem sucesso em Genebra. Aqui, nesta Assembleia, repousa a melhor – talvez a última – esperança para a sobrevivência pacífica da [humanidade].

Haile Selassie I no funeral de estado de John F. Kennedy em 25 de novembro de 1963

Em 25 de novembro de 1963, o Imperador estava entre outros chefes de estado, incluindo o presidente francês Charles de Gaulle e o rei Balduíno da Bélgica, que viajaram para Washington, D.C., e compareceram ao funeral de estado do presidente americano assassinado John F. Kennedy. Haile Selassie foi o único chefe de estado africano a comparecer ao funeral. Além disso, ele também foi o único dos três líderes mundiais proeminentes que teria outro encontro com o novo presidente, Lyndon B. Johnson, em Washington durante sua presidência; Haile Selassie conheceu Johnson novamente durante uma visita informal aos Estados Unidos em 1967.

Selassie com a Rainha Elizabeth II em Adis Abeba em sua visita de estado à Etiópia em 1965

Em 1966, Haile Selassie tentou substituir o sistema tributário histórico por um único imposto de renda progressivo, o que enfraqueceria significativamente a nobreza que anteriormente evitava pagar a maior parte dos seus impostos.  Mesmo com alterações, esta lei gerou uma revolta em Gojjam, que foi reprimida embora a aplicação do imposto tenha sido abandonada. Tendo alcançado o seu objectivo de minar o imposto, a revolta encorajou outros proprietários de terras a desafiar Haile Selassie.
Em outubro do mesmo ano, Haile Selassie fez uma visita de quatro dias ao Reino da Jordânia organizada pelo rei Hussein. Durante esta viagem, Haile Selassie visitou Jerusalém e a Igreja do Santo Sepulcro, onde se acredita que Jesus foi crucificado e sepultado. Embora tenha aprovado e assegurado totalmente a participação da Etiópia nas operações de segurança colectiva aprovadas pela ONU, incluindo a Coreia e o Congo, Haile Selassie traçou uma distinção entre esta e a intervenção estrangeira não aprovada pela ONU na Indochina, deplorando-a consistentemente como um sofrimento desnecessário e apelando à a Guerra do Vietnã terminar em várias ocasiões. Ao mesmo tempo, ele permaneceu aberto aos Estados Unidos e elogiou-o por ter feito progressos na legislação dos direitos civis dos afro-americanos nas décadas de 1950 e 1960, enquanto visitava os EUA várias vezes durante esses anos.
Em 1967, ele visitou Montreal, Canadá, para abrir o Pavilhão Etíope na Feira Mundial Expo '67, onde recebeu grande aclamação entre outros líderes mundiais presentes para a ocasião.
A agitação estudantil tornou-se uma característica regular da vida etíope nas décadas de 1960 e 1970. O  comunismo criou raízes em grandes segmentos da intelectualidade etíope, especialmente entre aqueles que estudaram no estrangeiro e que foram assim expostos a sentimentos radicais e de esquerda que se estavam a tornar populares noutras partes do globo. A resistência de elementos conservadores na Corte Imperial e no Parlamento, e por parte da Igreja Ortodoxa Etíope, tornou as propostas de reforma agrária de Haile Selassie difíceis de implementar e também prejudicou a posição do governo, custando a Haile Selassie grande parte da boa vontade de que outrora gozara. Isso gerou ressentimento entre a população camponesa. Os esforços para enfraquecer os sindicatos também prejudicaram a sua imagem. À medida que estas questões começaram a acumular-se, Haile Selassie deixou grande parte da governação interna para Aklilu Habte-Wold e concentrou-se mais nos assuntos externos. Nas últimas duas décadas e durante a década de 60, a Etiópia recebeu mais de 400 milhões de dólares em ajuda, dos quais 140 milhões para os militares etíopes e 240 milhões para assistência económica. 

### Década de 1970
Fora da Etiópia, Haile Selassie continuou a gozar de enorme prestígio e respeito. Como o chefe de estado mais antigo no poder, muitas vezes lhe foi dada precedência sobre outros líderes em eventos estaduais, como os funerais de estado de John F. Kennedy e Charles de Gaulle, as cúpulas do Movimento Não Alinhado, e a celebração de 1971 dos 2 500 anos do Império Persa. Em 1970 visitou a Itália como convidado do presidente Giuseppe Saragat, e em Milão conheceu Giordano Dell'Amore, presidente da Associação Italiana de Caixas Econômicas. Ele visitou a China em outubro de 1971 e foi o primeiro chefe de estado estrangeiro a se encontrar com Mao Tsé-Tung após a morte do sucessor designado de Mao, Lin Biao, em um acidente de avião na Mongólia. As liberdades civis e os direitos políticos eram baixos, com a Freedom House atribuindo à Etiópia uma pontuação de "Não Livre" tanto para as liberdades civis como para os direitos políticos nos últimos anos do governo de Haile Selassie. Os abusos comuns dos direitos humanos incluíram a prisão e tortura de dissidentes políticos e condições prisionais muito precárias; no entanto, é de notar que o Imperador era conhecido por perdoar centenas de prisioneiros de cada vez e não houve mais de dez presos políticos durante todo o seu reinado.
O Exército Imperial Etíope também cometeu uma série de atrocidades enquanto lutava contra os separatistas da Eritreia. Houve uma série de assassinatos em massa de centenas de civis durante a guerra no final dos anos 1960 e início dos anos 1970.

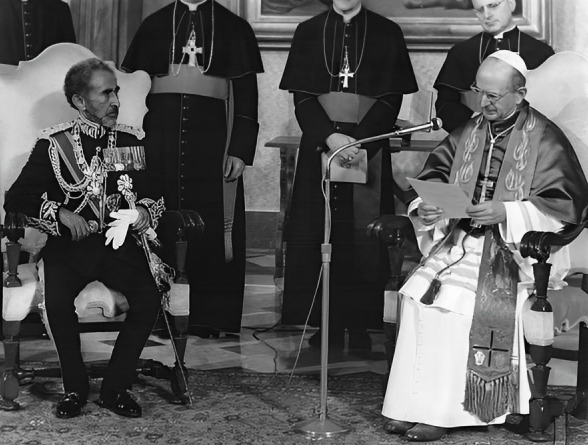
Selassie com o Papa Paulo VI na Santa Sé em 10 de novembro de 1970

Haile Selassie também foi à Cidade do Vaticano para se encontrar com o Papa Paulo VI em 1970, onde discutiram questões relativas aos seus países e à história. A influência política de Selassie foi significativa; ele ficou de olho no status político da Etiópia por meio de quatro agências de espionagem, todas que espionam umas às outras de forma coerente e aos aspectos civis e militares da nação. Ele era a única pessoa que conhecia o “verdadeiro” alcance das coisas na Etiópia.

#### Fome de Wollo
Estima-se que a fome - principalmente em Wollo, nordeste da Etiópia, bem como em algumas partes de Tigray - tenha matado 40 000 a 80 000 etíopes entre 1972 e 1974. Um relatório da BBC News  citou uma estimativa de 1973 de que ocorreram 200 000 mortes, com base numa estimativa contemporânea do Instituto de Nutrição Etíope. Embora este número ainda seja repetido em alguns textos e fontes de mídia, foi uma estimativa que mais tarde foi considerada "excessivamente pessimista". Embora a região seja famosa pelas recorrentes quebras de colheitas e pela contínua escassez de alimentos e pelo risco de fome, este episódio foi notavelmente grave. Uma produção de 1973 do programa ITV The Unknown Famine, de Jonathan Dimbleby baseou-se na estimativa não verificada de 20 000 mortos, estimulando um influxo maciço de ajuda e ao mesmo tempo desestabilizando a administração de Haile Selassie:
Contra esse pano de fundo, um grupo de oficiais do exército dissidentes instigou um golpe de Estado contra o regime vacilante do Imperador.  Para se protegerem contra uma reação pública em favor de Haile Selassie (que ainda era amplamente reverenciado), eles conseguiram obter uma cópia de “The Unknown Famine”, que intercalaram com imagens do grande ancião da África presidindo uma festa de casamento no terreno de seu palácio. Renomeado como The Hidden Hunger, este film noir foi exibido 24 horas por dia na televisão etíope para coincidir com o dia em que eles finalmente reuniram coragem para capturar o próprio imperador. – Jonathan Dimbleby, "Feeding on Ethiopia's famine"
Alguns relatórios sugerem que o imperador não tinha conhecimento da extensão da fome, enquanto outros afirmam que ele estava bem ciente disso. Além da exposição das tentativas de autoridades locais corruptas para encobrir a fome do governo imperial, a descrição do Kremlin da Etiópia de Haile Selassie como atrasada e inepta (em relação à suposta utopia do marxismo-leninismo) contribuiu para a revolta popular. que levou à sua queda e à ascensão de Mengistu Haile Mariam. A fome e a sua imagem nos meios de comunicação minaram o apoio popular do governo, e a outrora inexpugnável popularidade pessoal de Haile Selassie caiu.
A crise foi exacerbada por motins militares e pelos elevados preços do petróleo, este último resultado da crise petrolífera de 1973. A crise económica internacional desencadeada pela crise do petróleo fez com que os custos dos bens importados, da gasolina e dos alimentos disparassem, enquanto o desemprego aumentava.

#### Revolução
Em Fevereiro de 1974, quatro dias de graves tumultos em Adis Abeba contra uma súbita inflação económica deixaram cinco mortos. O Imperador respondeu anunciando na televisão nacional uma redução nos preços da gasolina e um congelamento no custo dos produtos básicos. Isto acalmou o público, mas o prometido aumento salarial militar de 33% não foi substancial o suficiente para pacificar o exército, que então se amotinou, começando em Asmara e espalhando-se por todo o império. Este motim levou à renúncia de Aklilu Habte-Wold como primeiro-ministro em 27 de fevereiro de 1974. Haile Selassie foi novamente à televisão para concordar com as exigências do exército por salários ainda maiores e nomeou Endelkachew Makonnen como o novo primeiro-ministro. Apesar das muitas concessões de Endalkatchew, o descontentamento continuou em março com uma greve geral de quatro dias que paralisou a nação.

#### Prisão

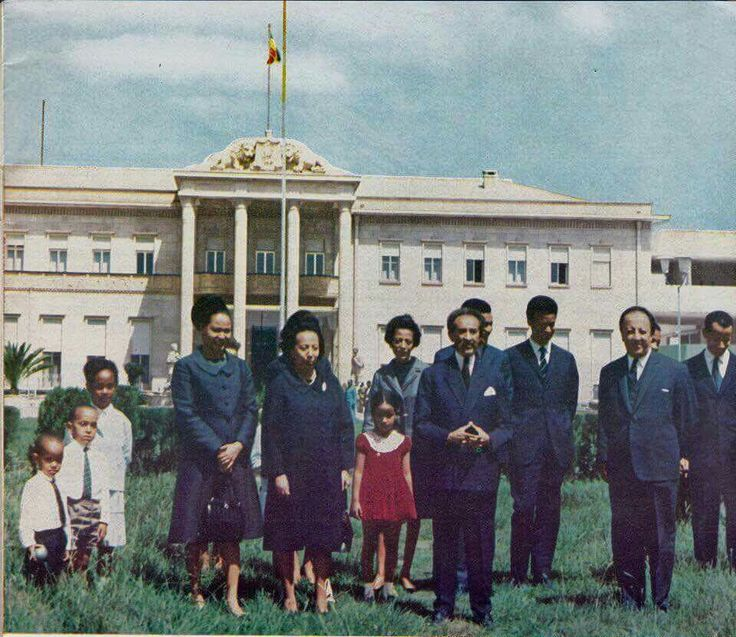
Grande parte da família real etíope, vista por trás, fugiu do país e foi presa ou executada. Haile Selassie foi deposto em 12 de setembro de 1974, quando o Derg tomou o poder através de um golpe de Estado.

O Derg, um comitê de oficiais militares de baixa patente e homens alistados, criado em junho para investigar as exigências dos militares, aproveitou a desordem do governo para depor Haile Selassie, de 82 anos, em 12 de setembro. O general Aman Mikael Andom, um protestante de origem eritreia, serviu brevemente como chefe de estado provisório enquanto se aguarda o regresso do príncipe herdeiro Asfa Wossen, que então recebia tratamento médico no estrangeiro. Haile Selassie foi colocado em prisão domiciliar por um breve período na 4ª Divisão do Exército em Adis Abeba. Ao mesmo tempo, a maior parte da sua família foi detida na residência do falecido duque de Harar, no norte da capital. Os últimos meses da vida do Imperador foram passados na prisão, no Grande Palácio.
Mais tarde, a maior parte da família imperial foi presa na prisão Kerchele de Adis Abeba, também conhecida como "Alem Bekagne", ou "Já tive o suficiente deste mundo". Em 23 de Novembro, 60 antigos altos funcionários do governo imperial foram executados por um pelotão de fuzilamento sem julgamento, que incluía o neto de Haile Selassie, Iskinder Desta, um contra-almirante, bem como o general Aman e dois antigos primeiros-ministros. Estas mortes, conhecidas pelos etíopes como "Sábado Negro", foram condenadas pelo Príncipe Herdeiro; o Derg respondeu à sua repreensão revogando o reconhecimento da sua legitimidade imperial e anunciando o fim da dinastia salomônica.

#### Assassinato e sepultamento

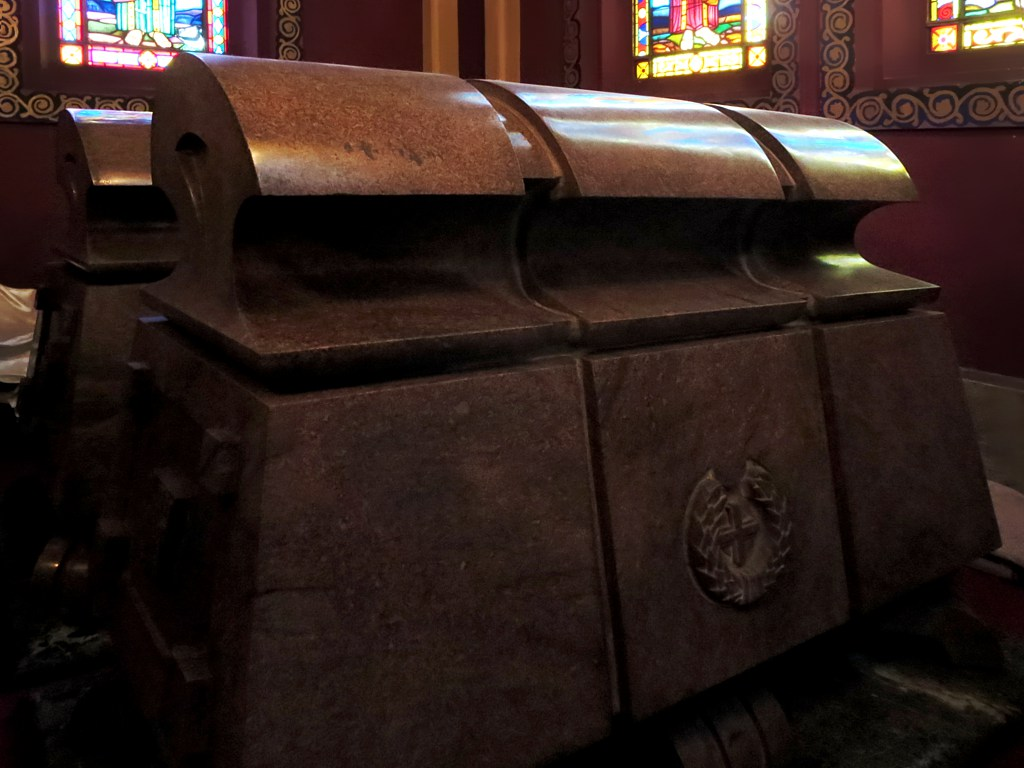
Os túmulos de Haile Selassie e Menen Asfaw dentro da Catedral da Santíssima Trindade em Adis Abeba

Em 27 de agosto de 1975, Haile Selassie foi assassinado por oficiais militares do regime Derg, fato que permaneceu desconhecido durante mais vinte anos. Em 28 de agosto de 1975, a mídia estatal informou que Haile Selassie havia morrido em 27 de agosto de "insuficiência respiratória" após complicações de um exame de próstata seguido de uma operação de próstata. O Dr. Asrat Woldeyes negou que tivessem ocorrido complicações e rejeitou a versão governamental de sua morte. A operação da próstata em questão aparentemente ocorreu meses antes da divulgação da mídia estatal, e Haile Selassie aparentemente gozava de boa saúde nos últimos dias.
Em 1994, um tribunal etíope considerou vários ex-oficiais militares culpados de estrangular o imperador na sua cama em 1975. Três anos após a derrubada do regime Derg, o tribunal acusou-os de genocídio e homicídio, alegando que tinha obtido documentos que atestavam uma ordem de alto nível do regime militar para assassinar Haile Selassie por liderar um "regime feudal". Foram amplamente divulgados online documentos que mostram a ordem final de assassinato do Derg e ostentam o selo e a assinatura do regime militar. A veracidade destes documentos foi corroborada por vários ex-membros do regime militar Derg.
A República Democrática Popular da Etiópia, apoiada pelos soviéticos, sucessora do Derg, caiu em 1991. Em 1992, os ossos de Haile Selassie foram encontrados sob uma laje de concreto no terreno do palácio. O caixão de Haile Selassie descansou na Igreja Bhata por quase uma década, perto do local de descanso de seu tio-avô Menelique II. Em 5 de Novembro de 2000, a Catedral da Santíssima Trindade em Adis Abeba concedeu-lhe um funeral, mas o governo recusou apelos para declarar a cerimónia um funeral imperial oficial. Isso pode ter sido devido à falta de incentivo e reconhecimento político sutil por parte do governo aos monarquistas.
Figuras proeminentes do Movimento Rastafári, como Rita Marley, participaram do funeral, mas a maioria dos Rastafári rejeitou o evento e se recusou a aceitar que os ossos eram os restos mortais de Haile Selassie. Há algum debate dentro do Movimento rastafári se ele realmente morreu em 1975.

## Messias Rastafári

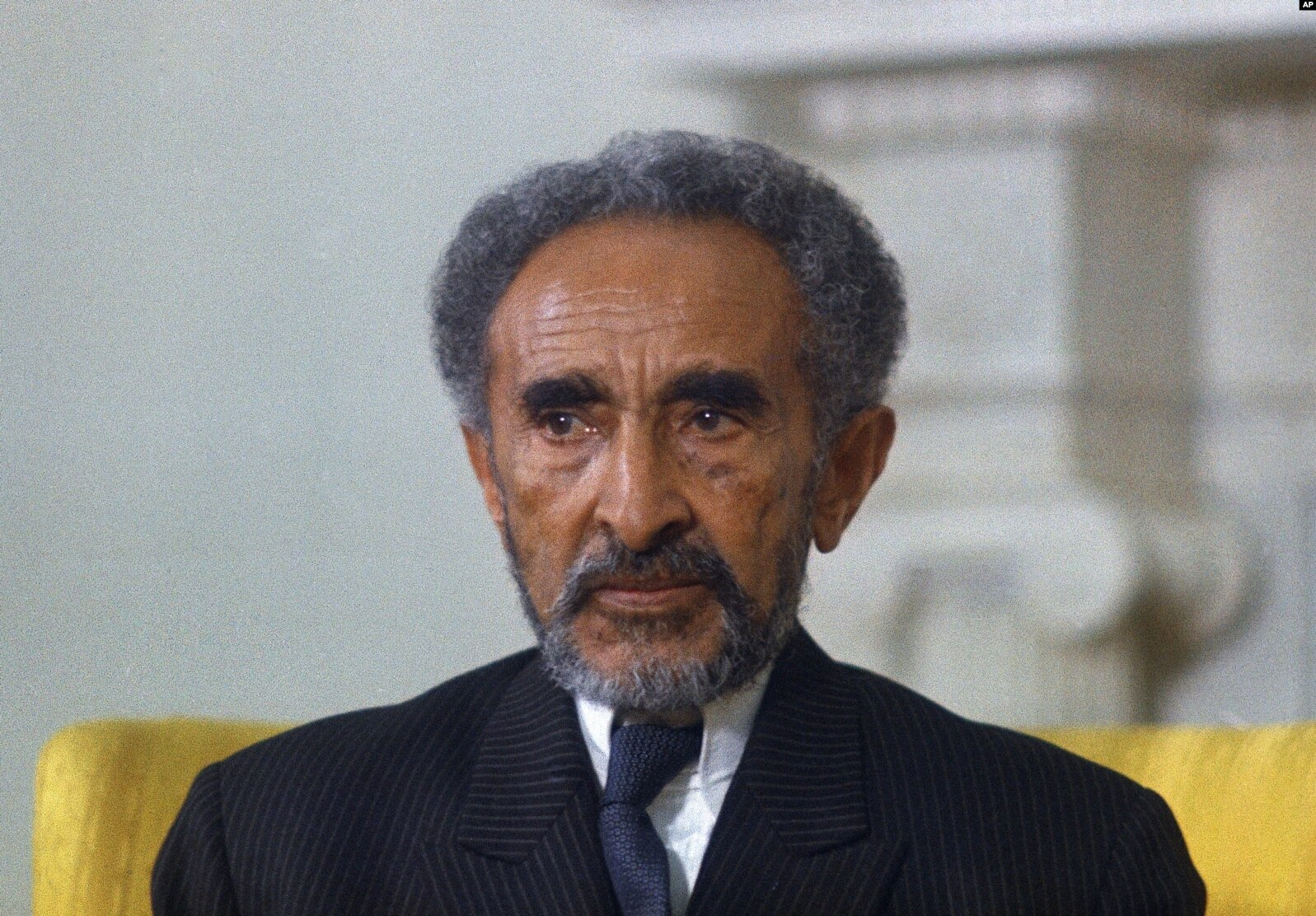
Selassie na Casa Branca, 1970

...a Etiópia corre a estender mãos cheias para Deus. – Salmo 68:31
Hoje, Haile Selassie é adorado como Deus encarnado entre alguns seguidores do movimento Rastafári (retirado do nome pré-imperial de Haile Selassie, Ras — que significa Cabeça, um título que parece equivalente a Duque — Tafari Makonnen), que surgiu em Jamaica durante a década de 1930 sob a influência de Leonard Howell, um seguidor do movimento "Redenção Africana" de Marcus Garvey. Ele é visto como o messias que conduzirá os povos de África e a diáspora africana à liberdade. Seus títulos oficiais são Leão Conquistador da Tribo de Judá e Rei dos Reis da Etiópia, Senhor dos Senhores e Eleito de Deus, e acredita-se que sua linhagem tradicional seja de Salomão e Sabá.  Estas noções são percebidas por Rastafari como confirmação do retorno do messias no livro profético do Apocalipse no Novo Testamento: Rei dos Reis, Senhor dos Senhores, Leão Conquistador da Tribo de Judá, e Raiz de David. A fé Rastafari na divindade encarnada de Haile Selassie   começou depois que as notícias de sua coroação chegaram à Jamaica,  particularmente por meio dos dois artigos da revista Time sobre a coroação na semana anterior e na semana seguinte ao evento. As próprias perspectivas de Haile Selassie permeiam a filosofia do movimento.  
Em 1961, o governo jamaicano enviou uma delegação composta por líderes Rastafari e não-Rastafari à Etiópia para discutir a questão da repatriação, entre outras questões, com o Imperador. Ele teria dito à delegação Rastafari (que incluía Mortimer Planno): "Diga aos irmãos para não ficarem consternados, eu pessoalmente darei minha assistência na questão da repatriação".
Haile Selassie visitou a Jamaica em 21 de abril de 1966, e aproximadamente cem mil Rastafari de toda a Jamaica desceram ao Aeroporto Palisadoes, em Kingston, para cumprimentá-lo. Spliffs e cálices eram fumados abertamente, fazendo com que "uma névoa de fumaça de maconha" flutuasse no ar. Haile Selassie chegou ao aeroporto, mas não conseguiu descer os degraus móveis do avião, enquanto a multidão corria para a pista. Ele então voltou para o avião, desaparecendo por mais alguns minutos. Finalmente, as autoridades jamaicanas foram obrigadas a solicitar a Ras Mortimer Planno, um conhecido líder Rasta, que subisse as escadas, entrasse no avião e negociasse a descida do Imperador. Planno reapareceu e anunciou à multidão: "O Imperador instruiu-me a dizer-lhes para terem calma. Afastem-se e deixem o Imperador pousar". Este dia é amplamente considerado pelos estudiosos como um grande ponto de viragem para o movimento, e ainda é comemorado pelos Rastafari como o Dia de Aterramento, cujo aniversário é celebrado como o segundo feriado mais sagrado depois de 2 Novembro, Dia da Coroação do Imperador. A partir de então, como resultado das ações de Planno, as autoridades jamaicanas foram solicitadas a garantir que os representantes Rastafari estivessem presentes em todas as funções estatais com a presença do Imperador, e os anciãos Rastafari também garantiram que obtivessem uma audiência privada com o Imperador, onde ele teria dito a eles que não deveriam emigrar para a Etiópia até que primeiro libertassem o povo da Jamaica. Esta máxima ficou conhecida como “libertação antes darepatriação”.
Haile Selassie desafiou as expectativas das autoridades jamaicanas e nunca repreendeu os Rastafari por acreditarem nele como Deus. Em vez disso, ele presenteou os fiéis mais velhos do movimento com medalhões de ouro – os únicos destinatários de tal honra nesta visita. Durante a visita do líder do PNP (mais tarde primeiro-ministro jamaicano) Michael Manley à Etiópia em outubro de 1969, o imperador supostamente ainda se lembrava de sua recepção em 1966 com espanto e afirmou que sentia que deveria respeitar suas crenças. Esta foi a visita quando Manley recebeu a Vara de Correção ou Vara de Josué como presente do Imperador, que se acredita tê-lo ajudado a vencer as eleições de 1972 na Jamaica.
Rita Marley se converteu à fé Rastafari depois de ver Haile Selassie em sua viagem à Jamaica. Ela afirmou em entrevistas (e em seu livro No Woman, No Cry) que viu uma marca de estigma na palma da mão de Haile Selassie enquanto ele acenava para a multidão, que lembrava as marcas nas mãos de Cristo por ter sido pregado na cruz - uma afirmação que não foi apoiada por outras fontes, mas foi usada como evidência para ela e outros Rastafari sugerirem que Haile Selassie I era de fato o messias deles.  Rastafári tornou-se muito mais conhecido em grande parte do mundo devido à popularidade de Bob Marley. 
A canção lançada postumamente por Bob Marley, "Iron Lion Zion", pode se referir a Haile Selassie.

### Posição de Haile Selassie
Em uma entrevista gravada em 1967 para a CBC, Haile Selassie negou sua suposta divindade. Na entrevista, Bill McNeil diz: “há milhões de cristãos em todo o mundo, Vossa Majestade Imperial, que o consideram a reencarnação de Jesus Cristo”. Haile Selassie respondeu em sua língua nativa:
Já ouvi falar dessa ideia. Também conheci alguns rastafáris. Eu lhes disse claramente que sou um homem, que sou mortal e que serei substituído pela próxima geração, e que eles nunca deveriam cometer um erro ao presumir ou fingir que um ser humano emanou de uma divindade.
Para muitos rastafáris, a entrevista da CBC não é interpretada como uma negação de sua divindade. De acordo com Robert Earl Hood, Haile Selassie não negou nem afirmou sua divindade de qualquer maneira. Em Reggae Routes: The Story of Jamaican Music, Kevin Chang e Wayne Chen observam:
Costuma-se dizer, embora nenhuma data ou fonte definida seja citada, que o próprio Haile Selassie negou sua divindade. O ex-senador e editor do Gleaner, Hector Wynter, conta que lhe perguntou, durante sua visita à Jamaica em 1966, quando ele iria dizer aos rastafáris que não era Deus. "Quem sou eu para perturbar a crença deles?" respondeu o imperador.
Após seu retorno à Etiópia, Haile Selassie despachou o Arcebispo Abuna Yesehaq Mandefro para o Caribe e, de acordo com Yesehaq, isso foi feito para ajudar a atrair Rastafari e outros índios Ocidentais para a igreja etíope. No entanto, algumas fontes sugerem que certos ilhéus e os seus líderes estavam ressentidos com os serviços das suas antigas igrejas coloniais e vocalizaram o seu interesse em estabelecer a igreja etíope nas Caraíbas, ao que o Imperador obrigou.
Em 1969, Michael Manley visitou o Imperador no seu palácio em Adis Abeba antes da sua eleição como primeiro-ministro da Jamaica em 1972. Haile Selassie falou sobre sua visita à Jamaica em 1966 e disse a Manley que estava totalmente pasmo com as crenças dos rastafáris, mas que precisava respeitá-los.
Em 1948, Haile Selassie doou 500 hectares de terra em Shashamane, 250 km ao sul de Adis Abeba, à Federação Mundial Etíope, constituída para uso de pessoas de ascendência africana que apoiaram a Etiópia durante a guerra, especialmente aquelas do Ocidente.  Numerosas famílias rastafári se estabeleceram lá e ainda vivem em comunidade até hoje.  Haile Selassie concedeu aos rastafáris terras no domínio tradicional Oromo, portanto, hoje os Rastas são vistos pelos habitantes locais como invasores.

## Residências e finanças

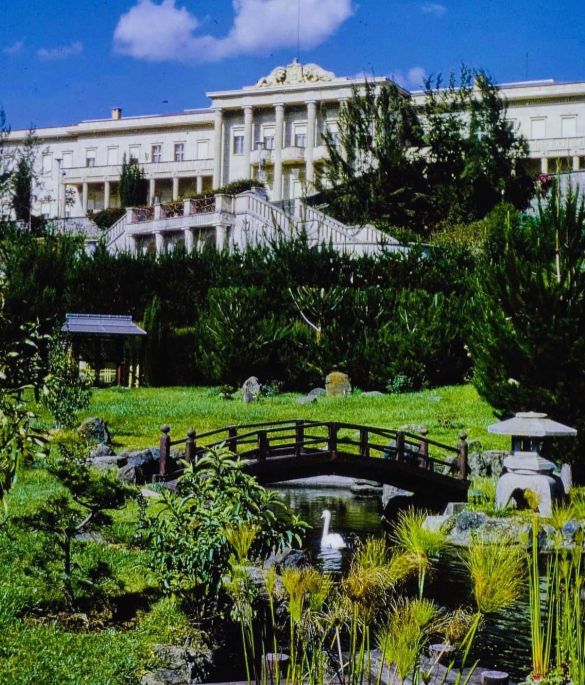
O Palácio do Jubileu serviu como residência de Selassie desde 1955

Em 1974, a mídia etíope durante a revolução afirmou que o imperador tinha um patrimônio líquido de 11 bilhões de dólares.  Mas os registros indicam que todo o patrimônio líquido de Haile Selassie era de apenas £ 22 000,00 em 1959. Ele também foi acusado pelo Derg de ter acumulado milhões em bancos suíços, alegando que Selassie recebeu dinheiro "ilegalmente" dos etíopes.
O Palácio do Jubileu, construído em 1955, serviu como residência oficial do chefe de estado do Império Etíope de 1955 a 1974. O Palácio ocupa uma área de 11 450 m2 no centro de Adis Abeba, capital da Etiópia desde 1889. O custo inicial de construção do Palácio foi estimado no início dos anos 50 e o seu valor hoje não é divulgado, mas devido ao seu tamanho, localização e importância histórica o seu valor seria de centenas de milhões de dólares.
Selassie também possuía uma grande frota de carros, incluindo alguns que lhe foram oferecidos durante visitas ao exterior, e que podem valer milhões de dólares. Além dos carros, ocorreu uma batalha ao longo de uma década em relação ao seu relógio Patek Phillipe, que foi inicialmente oferecido em um leilão da Christie's com um valor estimado em mais de US$ 1 milhão. No entanto, após o fim da rivalidade, o relógio foi retirado do leilão.

## Vida pessoal

### Artes visuais, performáticas e literárias
Devem trabalhar arduamente e, quando regressarem, não nos digam que edifícios altos viram na Europa, ou que ruas largas têm, mas certifiquem-se de que regressam equipados com as competências e a mentalidade necessárias para reconstruir a Etiópia.

Afewerk Tekle relembrando Haile Selassie I, 
Haile Selassie defendeu em sua vida privada o crescimento da arte etíope. Ele estava interessado numa visão moderna das artes tradicionais etíopes que prevaleceram no país durante milhares de anos, especialmente as da Igreja Ortodoxa Etíope. Ele disse pessoalmente a Afewerk Tekle, um laureado etíope, para ir para a Europa e adquirir habilidades para melhorar a arte etíope, para a qual, mais tarde, Afewerk Tekle cria múltiplas obras de arte examinando e exibindo a vida etíope. Selassie viu que as artes eram capazes de “construir” o país. Selassie também criou um programa de arte que inscreveu vários artistas, incluindo Agegnehu Engida. Também deu uma bolsa a Ale Felege Selam para aprender arte, onde obteve BFA. Selassie costumava vir a Bishoftu todo fim de semana, onde os artistas etíopes Lemma Guya costumavam mostrar pinturas de aeronaves militares etíopes, para as quais, por impressão de Selassie, enviou Guya para a Força Aérea, onde aprendeu a ser aviador, mas ainda assim continuou sua arte. Selassie parabenizou Lemma Guya e presenteou-o com vários equipamentos de pintura para que ele continuasse.

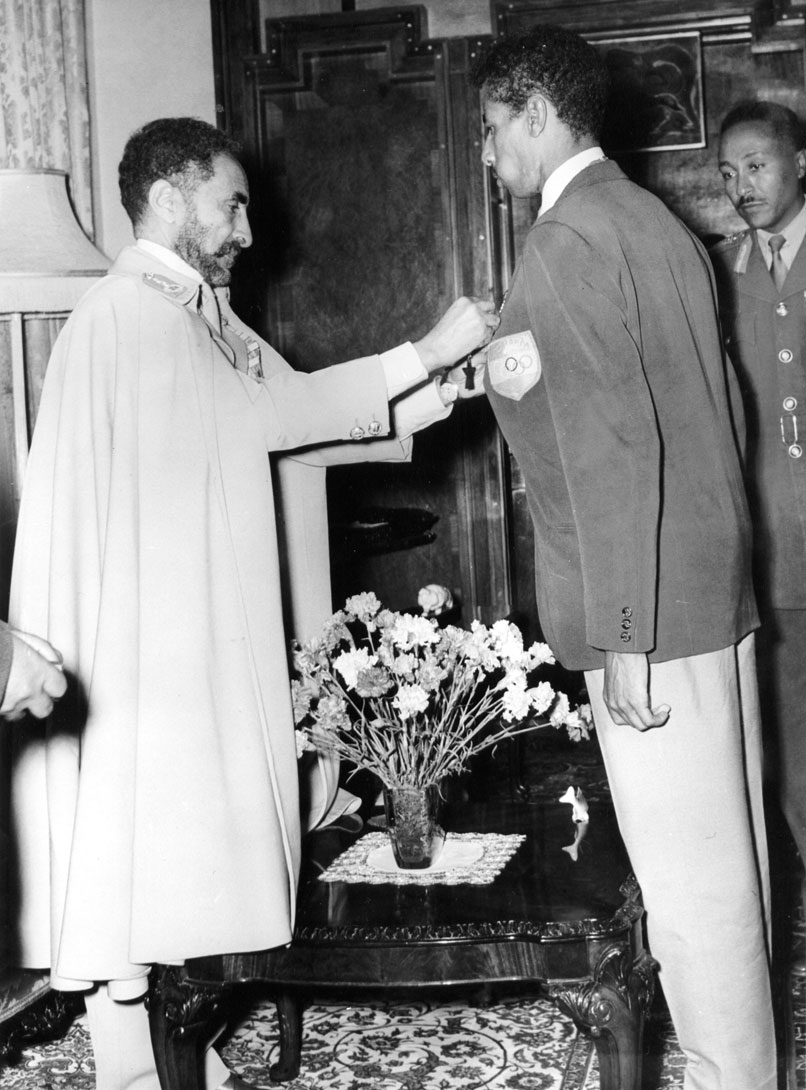
Atribuindo a Abebe Bikila a Ordem da Estrela da Etiópia, 1960, após ganhar a Medalha de Ouro Olímpica

Ele também encomendou a abertura do primeiro Hager Fikir Theatre House da Etiópia em 1935 e do Teatro Nacional em Adis Abeba, em 1955. Onde muitos artistas performáticos expressaram uma nova forma de arte etíope.
Selassie foi o autor de sua autobiografia "Minha Vida e o Progresso da Etiópia" sobre seus anos como governante e as mudanças que experimentou na Etiópia. Tendo 2 volumes, sendo o primeiro volume o qual começou a escrever em seu exílio durante a Segunda Guerra Ítalo-Etíope e partes da Segunda Guerra Mundial. E o segundo volume durante o final da guerra, no início do processo de restauração.

### Esportes
Selassie também expandiu os esportes internacionais da Etiópia. Sob seu reinado a Federação Etíope de Futebol, seleção etíope de basquete. Ele não era conhecido por apoiar publicamente nenhum clube de futebol local ou internacional da grande variedade existente na Etiópia, que inclui Saint George Sports Club, Fasil Kenema Sports Club, Bahir Dar Kenema Sports Club, Defence Force Sport Club, Ethio Electric Sport Club sob o comando do Campeonato Etíope de Futebol. Esteve envolvido em cerimónias desportivas de entrega da Taça Nacional na final da Taça das Nações Africanas. Atribuir à Etiópia o prêmio Afcon após conquistar seu primeiro título. Ele também apoiou a Etiópia nas Olimpíadas, nas quais o capitão Abebe Bikila, vencedor de 1960 e 1964, foi premiado com vários aumentos de classificação e ordens nacionais, como a Estrela da Etiópia e a Ordem de Menelique II. Ele continuou a promover outros atletas esportivos etíopes, incluindo Mamo Wolde, escrevendo cartas pessoais para eles.

### Família
Selassie, sendo o chefe da Família Real, era visto e tinha precedente legal sobre todos os assuntos de sua casa. No entanto, durante o seu reinado, ele contrastou a dinastia da Casa de Salomão e deu mais poderes políticos, ducados e cargos governamentais à sua família imediata, incluindo o seu neto, o contra-almirante Iskinder Desta. Fontes afirmaram que Desta ameaçou o seu avô, o Imperador, de morte sob a mira de uma arma, a menos que ele mudasse a linha sucessória (embora isso nunca tenha sido definitivamente confirmado) e que o Imperador só queria dar-lhe uma posição militar apolítica como membro comissionado das forças armadas.
Alguns outros membros da família, incluindo sua filha, a princesa Tenagnework, eram contra qualquer tipo de reforma constitucional na sociedade moderna que seu pai estabeleceu. Muitos dos filhos de Selassie morreram enquanto ele estava vivo, com apenas dois de seus filhos vivendo mais que ele.
Ele usou sua influência como imperador da Etiópia e, em 1963, o príncipe Philip, duque de Edimburgo, supostamente ajudou Selassie a colocar seu neto na escola de elite Gordonstoun, "puxando as cordinhas".

## No Brasil
Na visita de Haile Selassie ao Brasil, estourou em 13 de dezembro de 1960 um golpe de Estado em Adis Abeba. O embaixador Edmundo Barbosa da Silva, secretário-geral do Itamaraty, foi encarregado de transmitir ao imperador a notícia do golpe e levou-o ao aeroporto. Na ocasião, ouviu dele a garantia de que voltaria a seu país e debelaria a insurreição "sem derramar uma gota de sangue".

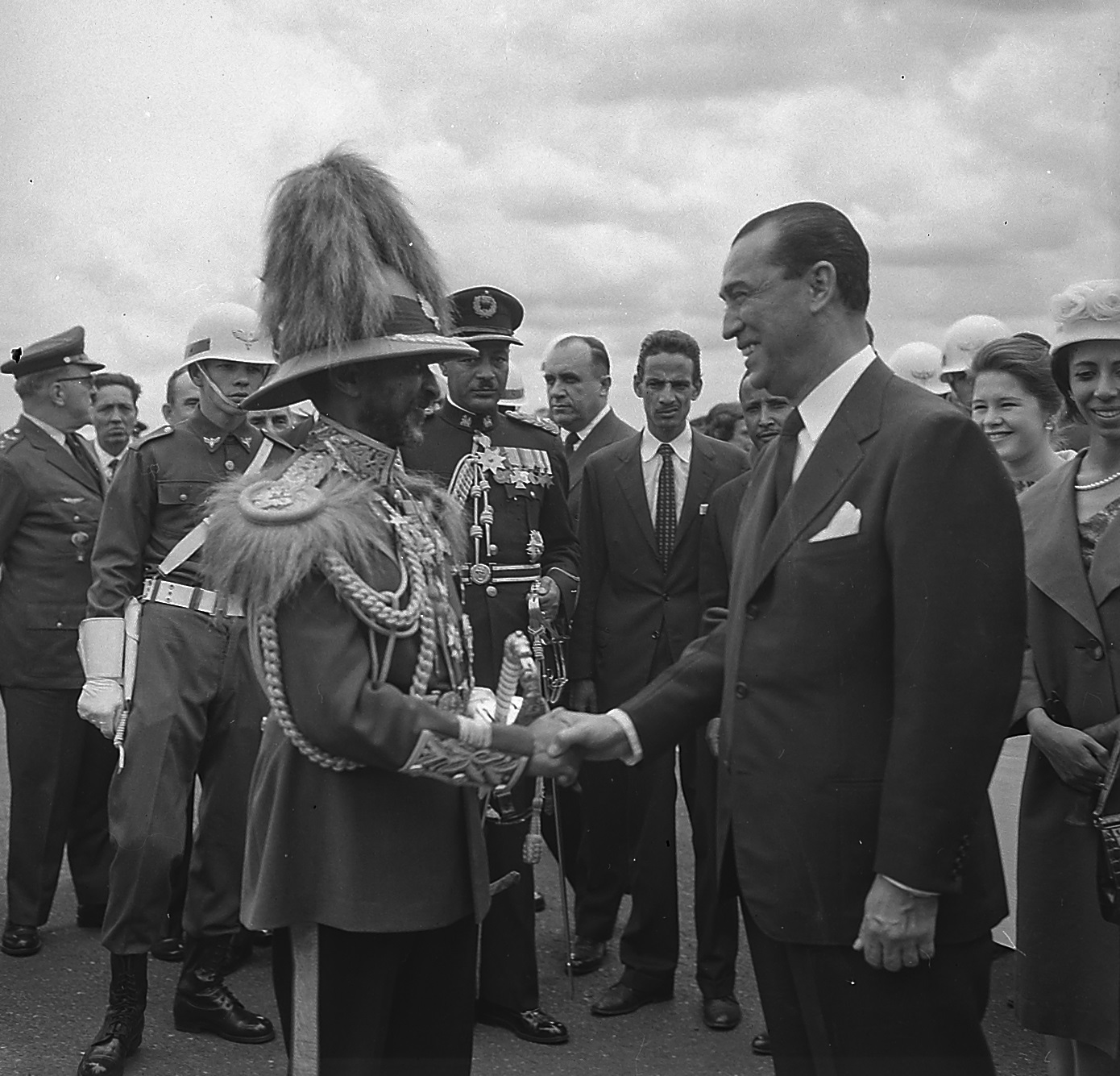
Juscelino Kubitschek recebe em audiência o imperador, Palácio do Planalto.

## Em Portugal
Em 1925, Selassie foi agraciado com a insígnia de Grã-Cruz da Ordem Militar da Torre e Espada de Portugal. Em 1957, realizou uma visita de estado a Portugal, e em 1959 foi novamente agraciado com a insígnia de Grã-Cruz da Banda das Três Ordens.

## Legado

### Opinião pública e representação na mídia

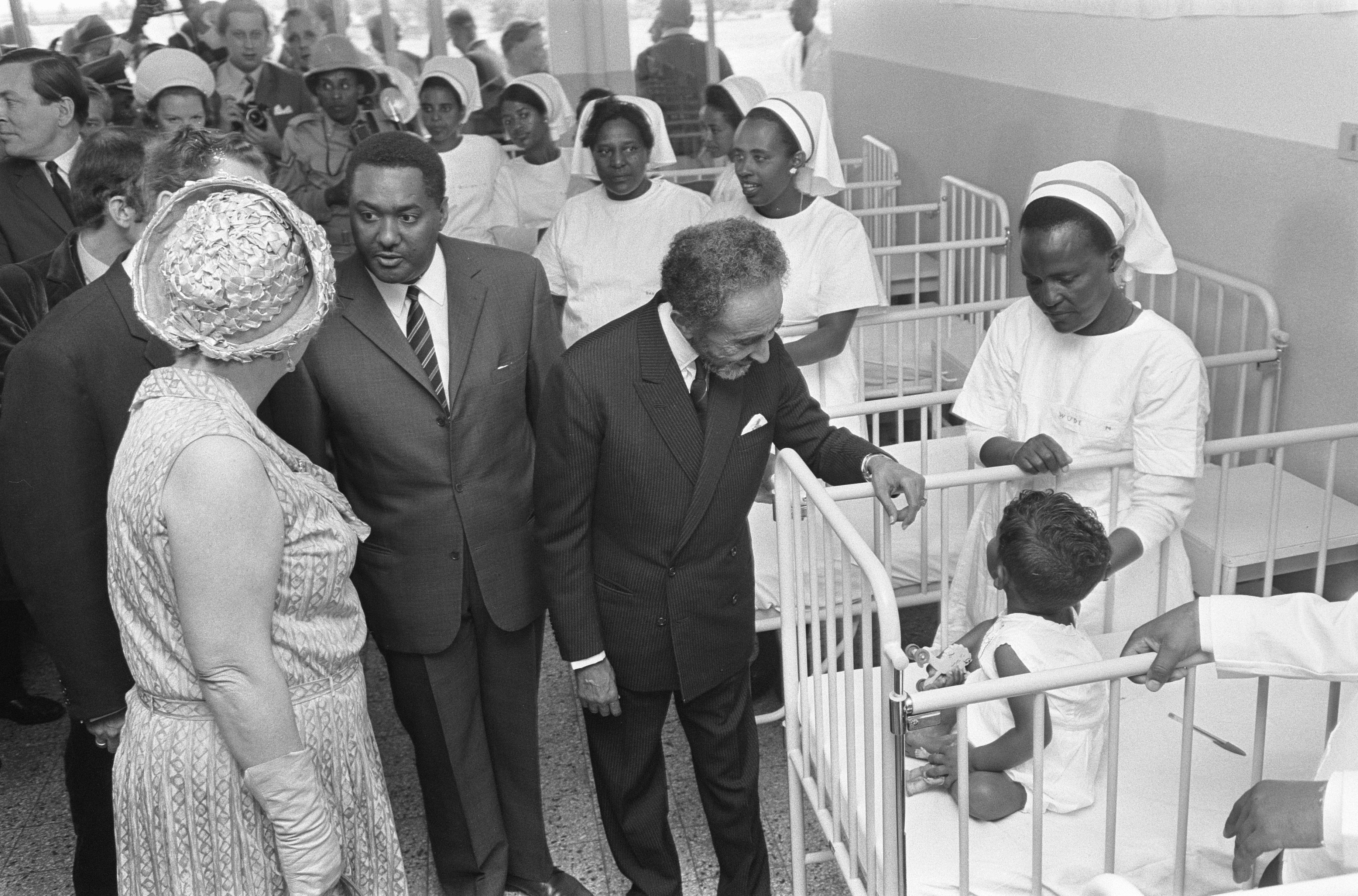
Haile Selassie I visitando um hospital infantil em 1969

Durante o início do seu reinado, e principalmente nas décadas de 1930 a 1940, quando a Itália Fascista invadiu a Etiópia, a cobertura mediática de Haile Selassie foi positiva, descrevendo-o como um herói contra as forças fascistas. Ele era visto como um farol africano de esperança e um amigo e parte dos Aliados na Segunda Guerra Mundial. Ele até foi apresentado como o "Homem do Ano" da Time em 1935, em meio à invasão. A British Pathé relatou que o retorno de Haile Selassie foi "como um imperador retorna e triunfa para seu povo". Durante uma de suas raras entrevistas ao Meet the Press, em uma visita de Estado em 1963, durante o período do Movimento dos Direitos Civis dos Negros nos EUA, ele repreendeu a notação de opressão dos povos com base na pele ou na raça e promoveu uma narrativa pan-africana. Mais tarde, a NBC News foi vista ridicularizando a visita de estado meses depois; The New York Times forneceu contrapontos dizendo: "que propósito civilizado é servido ao ressaltar o fato meses depois, para o provável constrangimento dos representantes diplomáticos etíopes neste país?". Também disse que a NBC News “não pode se dar ao luxo de ser serva do Departamento de Estado”.
Durante a década de 1950, quando foi celebrado o Jubileu de Prata do reinado do Imperador, ele adotou a Constituição de 1955, que concedia legalmente mais direitos democráticos ao público e restringia legalmente o poder do monarca. Após o fim da Segunda Guerra Mundial, Haile Selassie trabalhou para limitar o poder da Igreja Ortodoxa Etíope. Ele foi amplamente visto como um líder modernizador e capaz na Etiópia durante a década de 1950. No entanto, posteriormente, na década de 1970, devido à turbulência económica e à fome, a reputação de Selassie sofreu. Ocorreram protestos em massa envolvendo intelectuais e pessoas comuns. Acreditava-se amplamente que, devido à sua idade avançada e ao fracasso na implementação da política de reforma agrária, ele deveria abdicar, o que acabou levando à remoção de Selassie do poder.
Embora a imagem e o legado de Haile Selassie tenham pontos de vista diferentes, ele é notavelmente considerado um modernizador, como uma das principais pessoas que fundaram a Universidade Haile Selassie e a Organização da Unidade Africana, que mais tarde se transformou na União Africana e em um líder do movimento anticolonial.    Ele também foi listado pela revista TIME entre as figuras mais importantes da história política, chegando a incluí-lo no "Top 25 Ícones Políticos" de todos os tempos.
Em 2001, o popstar etíope Teddy Afro lançou uma canção dedicada a Selassie intitulada "Haile Selassie", retratando-o sob uma luz mais nacionalista.
Em 2021, circulou uma manchete falsa sobre a Rainha Elizabeth II e o Príncipe Philip curvando-se diante de Haile Selassie e sua esposa durante a visita de estado da Rainha à Etiópia no Palácio do Jubileu. Em 2021, foi lançado um documentário da neta de Selassie mostrando a vida da família real etíope. O documentário, intitulado Grandpa Was An Emperor, tem pontuação de 100 por cento no Rotten Tomatoes. Em 2024, um filme dedicado a Bob Marley, Bob Marley: One Love,  retratou Selassie na tradição religiosa Rastafari. Há uma parte em que Selassie, enquanto andava a cavalo, leva consigo um jovem Marley.
Haile Selassie foi retratada por fotógrafos, retratos e escultores como Edward Copnall, Beulah Woodard, Jacob Epstein, William H. Johnson, Yevonde Middleton e Alvin Gittins.

### Memoriais
Nos últimos anos, vários memoriais foram construídos e inaugurados para Selassie, principalmente na Etiópia e um na Jamaica. Um desses memoriais está na sede da União Africana em Adis Abeba, inaugurado em 2019, o outro memorial em Adis Abeba é o de uma estátua de cera no Unity Park.    O memorial de Selassie na União Africana deveu-se aos seus longos esforços de pan-africanismo e esforços anticoloniais durante o seu governo. No entanto, a estátua causou alguma preocupação entre grupos que, no entanto, foi finalmente ignorada e inútil em esforços. Outro memorial, embora não seja uma estátua, é um marco para uma Escola Secundária Kingston, não apenas um memorial, mas a escola sendo chamada de "Escola Secundária Haile Selassie". Existem outros memoriais, embora sejam muito antigos, como em Adis Abeba, onde o Imperador é visto ensinando 12 crianças. Em 2020, um busto construído em 1957 foi destruído por manifestantes que supostamente alegavam que o governo e o legado de Haile Selassie tiveram um papel importante no assassinato do cantor etíope Hachalu Hundessa. Selassie também tem uma estrada, sendo uma das três principais vias expressas de Nairóbi que leva seu nome.

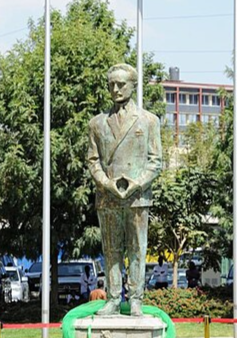
Estátua de Haile Selassie I localizada na sede da Conferência da UA, Adis Abeba
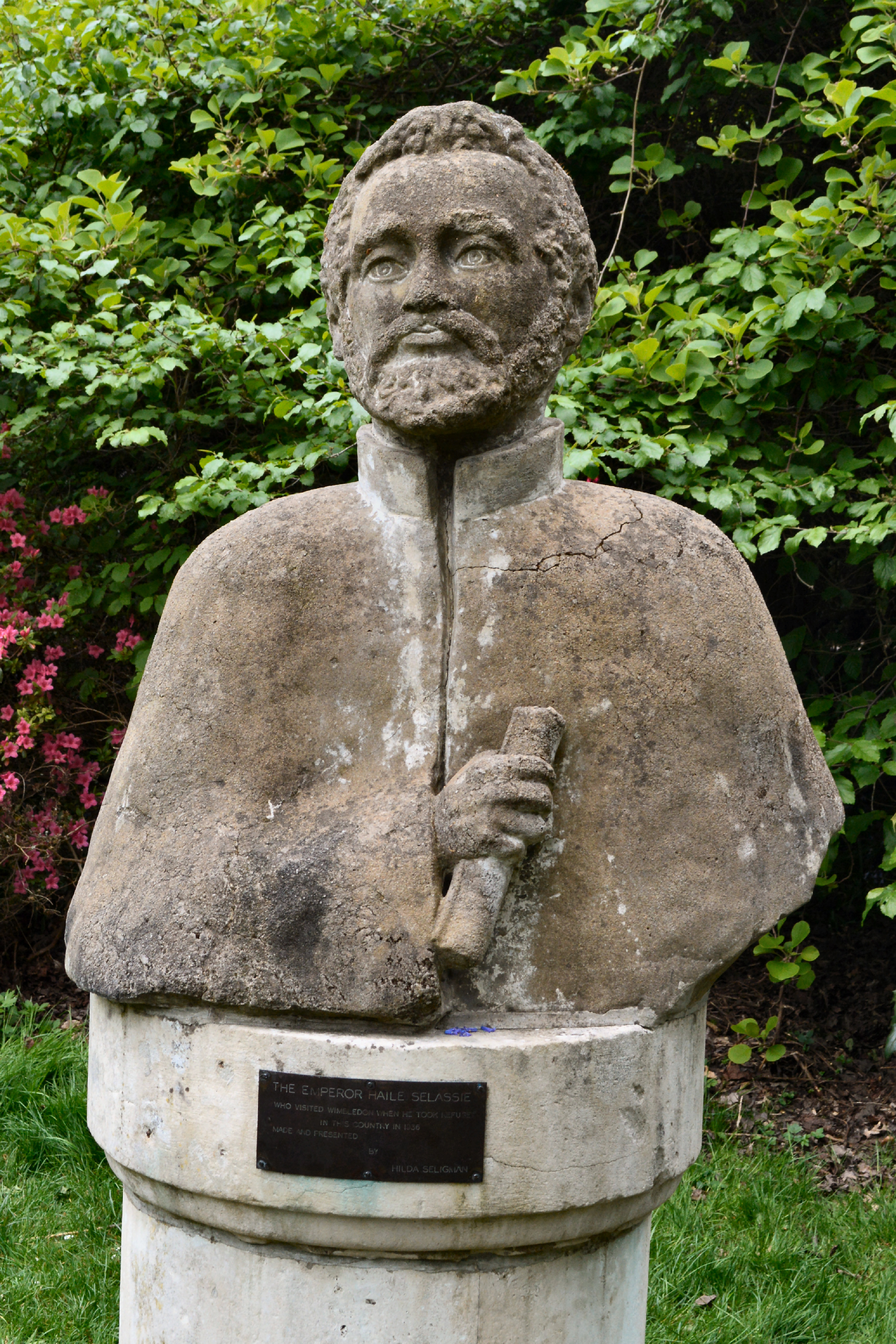
Antiga estátua do Imperador em Wimbledon, Inglaterra
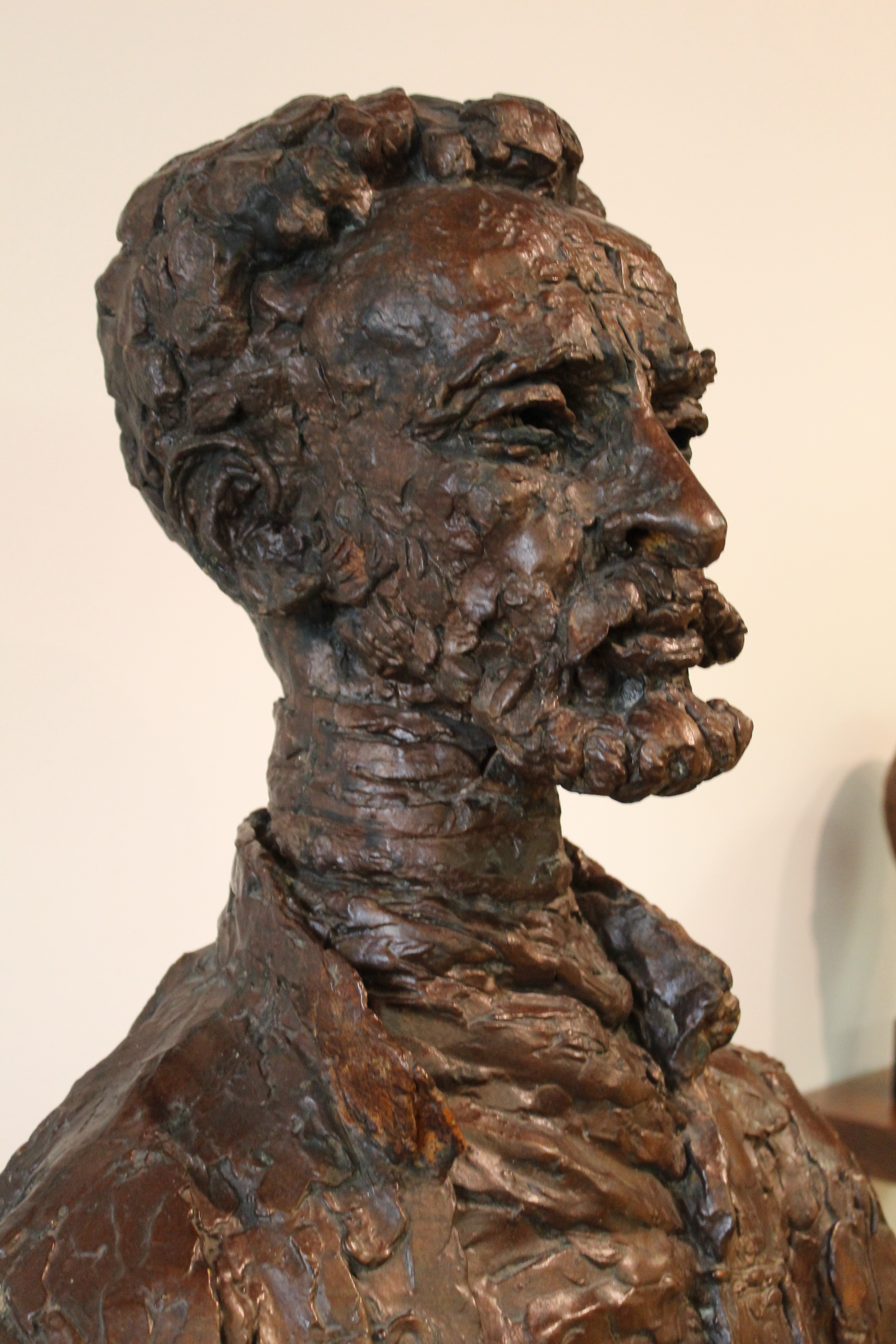
Uma figura de gesso de Selassie por Jacob Epstein em 1936, The New Art Gallery Walsall, Inglaterra
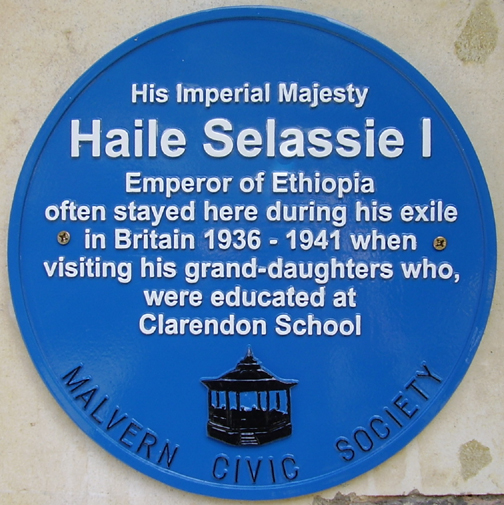
Uma blue plaque inaugurada em 2011 em Great Malvern, Inglaterra, serve como um marco histórico de sua estadia no Reino Unido

## Títulos, estilos, brasões e honras
- 23 de julho de 1892–1 de novembro de 1905: Lij Tafari Makonnen/[407][408]
- 1 de novembro de 1905–11 de fevereiro de 1917: Dejazmach Tafari Makonnen/[407][409]
- 11 de fevereiro de 1917–7 de outubro de 1928: Balemulu Silt'an Enderase Le'ul - Ras Tafari Makonnen/[410][411][412]
- 7 de outubro de 1928–2 de novembro de 1930: Negus Tafari Makonnen;[413]
- 2 de novembro de 1930–12 de setembro de 1974: Sua Majestade Imperial Haile Selassie I, Rei dos Reis, Senhor dos Senhores, Eleito de Deus.[409][411][414][415]

### Ordens Nacionais
- Comandante Chefe da Ordem da Estrela da Etiópia (1909)[416]
- Grande Colar da Ordem de Salomão (1930)[417][416]
- Grande Cordão da Ordem do Selo de Salomão[417][416]
- Grande Cordão com Colar da Ordem da Rainha de Sabá[418]
- Grande Cordão da Ordem da Santíssima Trindade[416]
- Grande Cordão da Ordem de Menelique II[416]
- Ordem de Fidelidade[419]

## Patentes militares
Haile Selassie ocupou as seguintes patentes:
- Marechal de Campo, Exército Imperial Etíope[31][420]
- Almirante da Frota, Marinha Imperial Etíope[420]
- Marechal da Força Aérea Imperial Etíope[420]
- Marechal de Campo Honorário, Exército Britânico, 20 de janeiro de 1965[421][422][423]

## Descendência
| Nome                              | Nascimento              | Morte                 | Notas |
| --------------------------------- | ----------------------- | --------------------- | --- |
| Princesa Romanework               | 1909                    | 14 de outubro de 1940 | Casou-se com Dejazmatch Beyene Merid no final da década de 1920 e teve quatro filhos. Dejazmatch Beyene Merid morreu em 1937.                                        |
| Princesa Tenagnework              | 12 de janeiro de 1912   | 6 de abril de 2003    | Foi casada de 1924 a 1937 (falecimento) com Ras Desta Damtew, teve seis filhos. Casou-se novamente com Andargachew Messai, falecido em 1981, teve dois filhos.       |
| Príncipe Herdeiro Amha Selassie   | 27 de julho de 1916     | 17 de janeiro de 1997 | Casou-se com Wolete Israel Seyoum em 1931 e teve uma filha. Amha e Wolete mais tarde se divorciaram. Casou-se com Medferiashwork Abebe em 1945 e teve quatro filhos. |
| Princesa Zenebework               | 25 de julho de 1917     | 24 de março de 1934   | Casou-se com Dejazmach Haile Selassie Gugsa, não teve filhos |
| Princesa Tsehai                   | 13 de outubro de 1919   | 17 de agosto de 1942  | Casou-se com Lij Abiye Abebe em 1941 e teve uma filha natimorta |
| Príncipe Makonnen, Duque de Harar | 16 de outubro de 1924   | 13 de maio de 1957    | Casou-se com Sara Gizaw, teve cinco filhos |
| Príncipe Sahle Selassie           | 27 de fevereiro de 1932 | 24 de abril de 1962   | Casou-se com a princesa Mahisente Habte Mariam, teve um filho |

## Ancestralidade
|  |                                                            |  |  |  |  |  |  |  |  |  |  |  |  |  |  |  |
|  | 8. Dejazmach Wolde Malakot Yamana Krestos                  |  |  |  |  |  |  |  |  |  |  |  |  |  |  |  |
|  |                                                            |  |  |  |  |  |  |  |  |  |  |  |  |  |  |  |
|  |                                                            |  |  |  |  |  |  |  |  |  |  |  |  |  |  |  |
|  | 4. Dejazmach Wolde Mikael Wolde Malakot Yamana Krestos     |  |  |  |  |  |  |  |  |  |  |  |  |  |  |  |
|  |                                                            |  |  |  |  |  |  |  |  |  |  |  |  |  |  |  |
|  |                                                            |  |  |  |  |  |  |  |  |  |  |  |  |  |  |  |
|  | 9. Woizero Kalama Worq                                     |  |  |  |  |  |  |  |  |  |  |  |  |  |  |  |
|  |                                                            |  |  |  |  |  |  |  |  |  |  |  |  |  |  |  |
|  |                                                            |  |  |  |  |  |  |  |  |  |  |  |  |  |  |  |
|  | 2. Ras Mäkonnen Wäldä-Mika'él Wolde Malakot Yamana Krestos |  |  |  |  |  |  |  |  |  |  |  |  |  |  |  |
|  |                                                            |  |  |  |  |  |  |  |  |  |  |  |  |  |  |  |
|  |                                                            |  |  |  |  |  |  |  |  |  |  |  |  |  |  |  |
|  | 10. Negus (Rei) Sahle Sellassie                            |  |  |  |  |  |  |  |  |  |  |  |  |  |  |  |
|  |                                                            |  |  |  |  |  |  |  |  |  |  |  |  |  |  |  |
|  |                                                            |  |  |  |  |  |  |  |  |  |  |  |  |  |  |  |
|  | 5. Immabet Tenagnework Sahle Selassie                      |  |  |  |  |  |  |  |  |  |  |  |  |  |  |  |
|  |                                                            |  |  |  |  |  |  |  |  |  |  |  |  |  |  |  |
|  |                                                            |  |  |  |  |  |  |  |  |  |  |  |  |  |  |  |
|  | 11. Woizero Yimegnushal Ayele                              |  |  |  |  |  |  |  |  |  |  |  |  |  |  |  |
|  |                                                            |  |  |  |  |  |  |  |  |  |  |  |  |  |  |  |
|  |                                                            |  |  |  |  |  |  |  |  |  |  |  |  |  |  |  |
|  | 1. Haile Selassie I da Etiópia                             |  |  |  |  |  |  |  |  |  |  |  |  |  |  |  |
|  |                                                            |  |  |  |  |  |  |  |  |  |  |  |  |  |  |  |
|  |                                                            |  |  |  |  |  |  |  |  |  |  |  |  |  |  |  |
|  | 6. Dejazmach Ali Abba Jifar de Woreilu                     |  |  |  |  |  |  |  |  |  |  |  |  |  |  |  |
|  |                                                            |  |  |  |  |  |  |  |  |  |  |  |  |  |  |  |
|  |                                                            |  |  |  |  |  |  |  |  |  |  |  |  |  |  |  |
|  | 3. Woizero Yeshimebet Ali Abba Jifar                       |  |  |  |  |  |  |  |  |  |  |  |  |  |  |  |
|  |                                                            |  |  |  |  |  |  |  |  |  |  |  |  |  |  |  |
|  |                                                            |  |  |  |  |  |  |  |  |  |  |  |  |  |  |  |
|  | 14. Ato Yimeru de Gurage                                   |  |  |  |  |  |  |  |  |  |  |  |  |  |  |  |
|  |                                                            |  |  |  |  |  |  |  |  |  |  |  |  |  |  |  |
|  |                                                            |  |  |  |  |  |  |  |  |  |  |  |  |  |  |  |
|  | 7. Immabet-Hoy Walatta Ihata Giyorgis Yimeru               |  |  |  |  |  |  |  |  |  |  |  |  |  |  |  |
|  |                                                            |  |  |  |  |  |  |  |  |  |  |  |  |  |  |  |
|  |                                                            |  |  |  |  |  |  |  |  |  |  |  |  |  |  |  |
|  | 15. Woizero Araza-Aregai                                   |  |  |  |  |  |  |  |  |  |  |  |  |  |  |  |
|  |                                                            |  |  |  |  |  |  |  |  |  |  |  |  |  |  |  |
|  |                                                            |  |  |  |  |  |  |  |  |  |  |  |  |  |  |  |

## Galeria
- Imperador Haile Selassie com a Rainha Juliana dos Países Baixos, Janeiro de 1969
- Selassie na Casa Branca em 1967 para uma visita oficial de Estado
- Selassie à cavalo em 1934, antes da invasão italiana da Etiópia
- Selassie visto fotografado em 1934
- Selassie em visita de estado à Holanda, em 1954
- Selassie visitando instalações industriais na Holanda, 4 de novembro de 1954
- Selassie com John F. Kennedy em frente à Casa Branca, 1963
- Selassie com o Presidente do Brasil, Juscelino Kubitschek em 1960
- Selassie visitando uma fábrica na Holanda
- Selassie de mãos dadas com o futuro primeiro-ministro indiano Rajiv Gandhi
- Selassie com o presidente dos EUA, Dwight D. Eisenhower, na Casa Branca, 1954
- Selassie com o Papa Paulo VI, 1970
- Rainha Juliana e Imperador Haile Selassie com Zewde Gebrehiwot
- Selassie embarcando no navio de guerra dos EUA no Egito visitando o presidente dos EUA Franklin D. Roosevelt, 1945
- Selassie no Palácio do Jubileu, Adis Abeba, recebendo a Família Real Holandesa